# Liste et classification des races ovines de France
On dénombre une soixantaine de races ovines en France dont certaines sont aujourd'hui des races dites de conservatoire et beaucoup classées par le Bureau des ressources génétiques (BRG) dans la liste des races en danger.
Une classification des races offre à la fois un intérêt culturel et un intérêt pratique :
- Sur le plan culturel, il s'agit d'offrir une compréhension d'un univers de races pouvant apparaître comme disparate à un simple observateur.
- Sur le plan pratique qui prolonge le précédent, une classification permet d'introduire le volet élevage et aptitudes plus ou moins commun à chaque groupe de races. Ce volet se retrouvera, plus développé, dans l'article de chacune d'elles.

De fait cette classification peut-être un portail d'entrée à la connaissance des races ovines et de l'élevage ovin. Ce volet sera abordé dans cet article au travers du paragraphe consacré à une vision d'ensemble de la sélection des races ovines.
On ne perdra pas de vue que les croisements entre races sont plus nombreux en élevage ovin qu'ils ne le sont en élevage bovin et que le nombre de femelles issues de croisement y est relativement élevé.
L'article comprend quatre parties :
1. La population ovine en France ;
2. La liste des races ovines de France ;
3. La classification des races ovines ;
4. La sélection des races ovines.

## La population ovine en France

### Effectif
En 2013, le cheptel ovin de France comptait 7 200 000 têtes dont 3 540 000 brebis allaitantes (production bouchère) et 1 288 000 brebis laitières (production de lait).
En 2017, il comptait 6 900 000 têtes dont 3 256 000 brebis allaitantes et 1 276 000 brebis laitières.
Initialement, le mouton fournissait lait, viande, cuir et laine. Aujourd'hui, seules les deux premières aptitudes sont à l'origine des productions marchandes de la filière ovine, produits carnés et fromages pour l'essentiel. En France, le prix de la laine vendue ne couvre pas les frais à payer pour la tonte. L'exploitation pour la laine se fait soit dans des pays possédant une main-d'œuvre à moindre coût, soit dans des pays disposant de grands troupeaux et de grandes surfaces.
Le nombre d'exploitations agricoles détenant des ovins a chuté depuis 2000 : elles étaient 38 901 en 2017 contre 46 000 en 2013, et 96 000 en 2000.

### Évolution
En 1970, on comptait 9 052 000 têtes, 12 969 000 en 1979, 11 499 000 en 1988, 9 416 000 en 2000, 7 621 000 en 2011, 7 453 000 en 2012, 7 193 000 en 2013. De 1980 jusqu'en 2017 ce cheptel a enregistré un déclin continu en France comme dans les autres pays européens. En France, ce déclin concerne surtout le cheptel élevé pour la viande.
Ceci n'est pas sans rappeler la dépécoration ou chute des effectifs de moutons (du latin pecus, pecoris : le bétail et plus particulièrement le petit bétail) que l'on a observée en France à la fin du XIXe siècle et au XXe jusqu'en 1946, en rapport avec la chute des prix de la laine et la réduction de la main-d'œuvre en agriculture.
Le déclin de la production ovine, en France et en Europe, sur les trente dernières années, est à relier au fait qu'historiquement et jusqu'à ce jour, elle a été insuffisamment prise en compte dans la Politique agricole commune, au regard de son importance environnementale.
Jusqu'en 1980 le marché français bien qu'au sein de la CEE est resté très protégé contre la concurrence étrangère. Les importations de viande ovine anglaise, irlandaise ou néo-zélandaise sont restées très limitées du fait de l'absence de règlement communautaire ovin. Le déclin a de fait commencé avec l'adoption du règlement communautaire ovin en 1980, les aides compensatrices (primes à la brebis) se sont révélées insuffisantes, au moins jusqu'en 2010, pour compenser la chute des prix à la production, contrairement à ce que l'on a pu constater pour l'élevage bovin allaitant. Selon les professionnels, la réévaluation des aides ovines consentie depuis 2009 dans le cadre du Bilan de santé de la PAC ne suffira pas à modifier la tendance sans un relèvement des prix de vente de l'agneau (Voir sur ce sujet les avis exprimés sur le site officiel de la Fédération nationale ovine).

## Liste des races ovines de France
La liste officielle des races ovines reconnues sur le territoire national est définie par un arrêté ministériel du 27 février 2018 modifiant l'arrêté du 29 avril 2015. 58 races sont répertoriées. Parmi celles-ci l'arrêté distingue et liste les races locales et les races à petit effectif :
- Une race est dite locale si des liens suffisants avec un territoire spécifique sont démontrés, notamment si 30 % des effectifs sont situés dans un seul département ou 70 % dans trois départements limitrophes deux à deux. Les effectifs sont ceux des femelles reproductrices présentes sur le territoire national selon les données du dernier recensement agricole.
- Une race est dite à petit effectif si elle présente sur le territoire national un effectif de moins de 8 000 femelles reproductrices pour les ovins et caprins, de 5 000 pour les bovins, et de 1 000 pour les porcins. Ces effectifs sont déterminés à partir des données du dernier recensement agricole et éventuellement complétés par ceux de l'institut technique chargé de l'espèce concernée. 27 races sont mentionnées par l'arrêté ministériel du 26 juillet 2007 comme étant des races à petit effectif.

### Liste alphabétique des races ovines répertoriées sur le territoire français
Cette liste énumère les races ovines présentes sur le territoire français et sa région d'origine.
- Ardes (race non reconnue par l'arrêté)
- Aure et Campan, Hautes-Pyrénées
- Avranchin, Normandie
- Barégeoise
- Basco-béarnaise
- Belle-Île, Bretagne
- Berrichon de l'Indre
- Berrichon du Cher
- Bizet,Massif central
- Blanche du Massif central
- Bleu du Maine
- Boulonnaise
- Brigasque
- Castillonaise
- Caussenarde des Garrigues

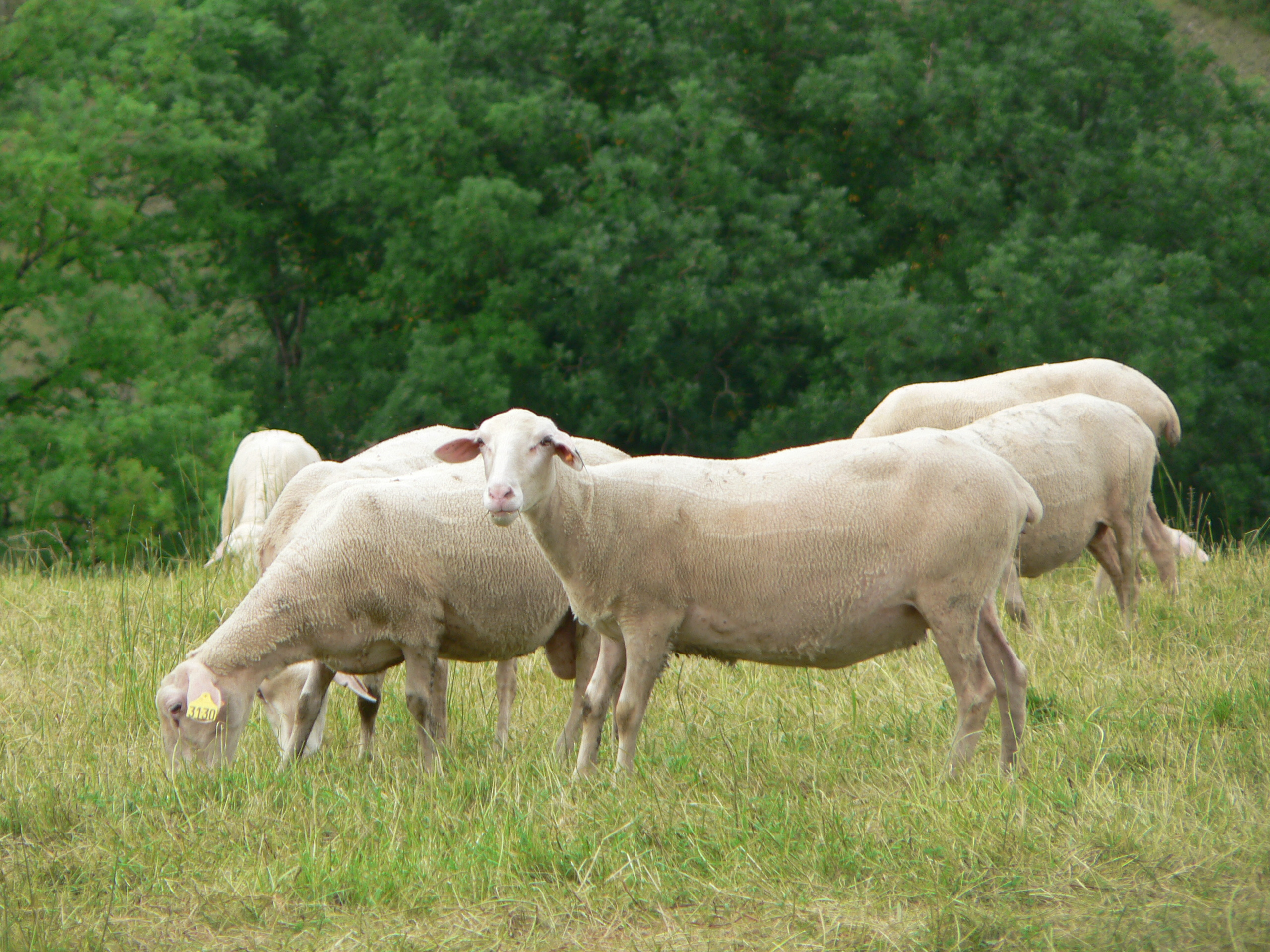
Lacaune
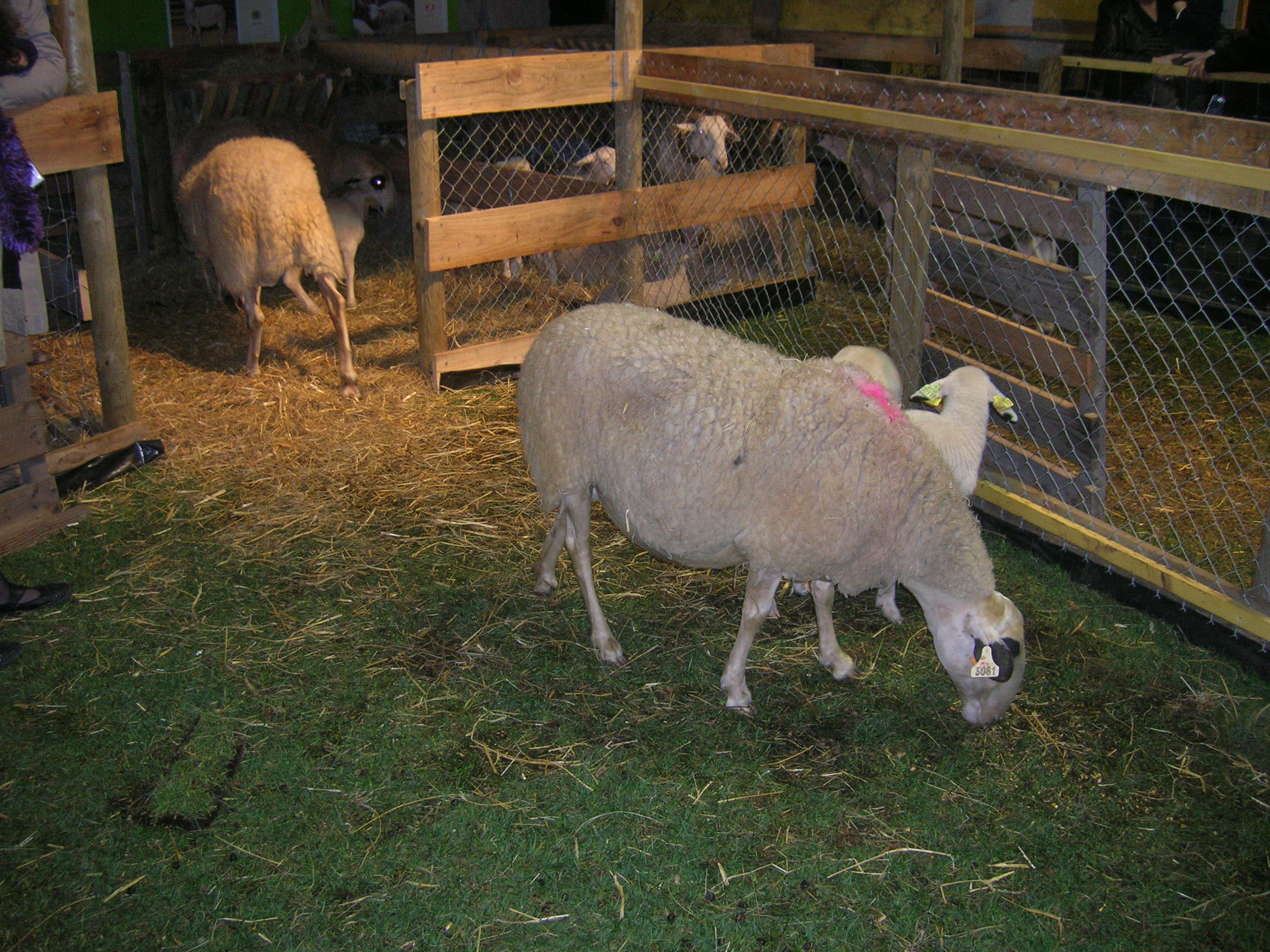
Causse du Lot
- Charmoise
- Clun Forest, Angleterre
- Commune des Alpes (race non reconnue par l'arrêté)
- Corse
- Cotentin
- Dorset Down, Angleterre
- Est à laine Mérinos
- Finnoise, Finlande
- Grivette
- Hampshire, Angleterre
- Heidschnucke (ou Jaglu) (originaire d'Allemagne)
- Île-de-France
- INRA 401 ou Romane
- Lacaune lait
- Lacaune viande
- Landaise
- Landes de Bretagne, Bretagne
- Limousine
- Lourdaise
- Manech tête noire, Pays basque
- Manech tête rousse, Pays basque
- Martinik, Caraïbes
- Mérinos d'Arles
- Mérinos de Rambouillet
- Mérinos Précoce
- Montagne noire
- Mourerous, Alpes du Sud
- Mouton Charollais
- Mouton marron des Aravis (race non reconnue par l'arrêté)
- Mouton d'Ouessant, Bretagne
- Mouton Vendéen, Vendée
- Noire du Velay
- Préalpes du Sud
- Raïole, Cévennes
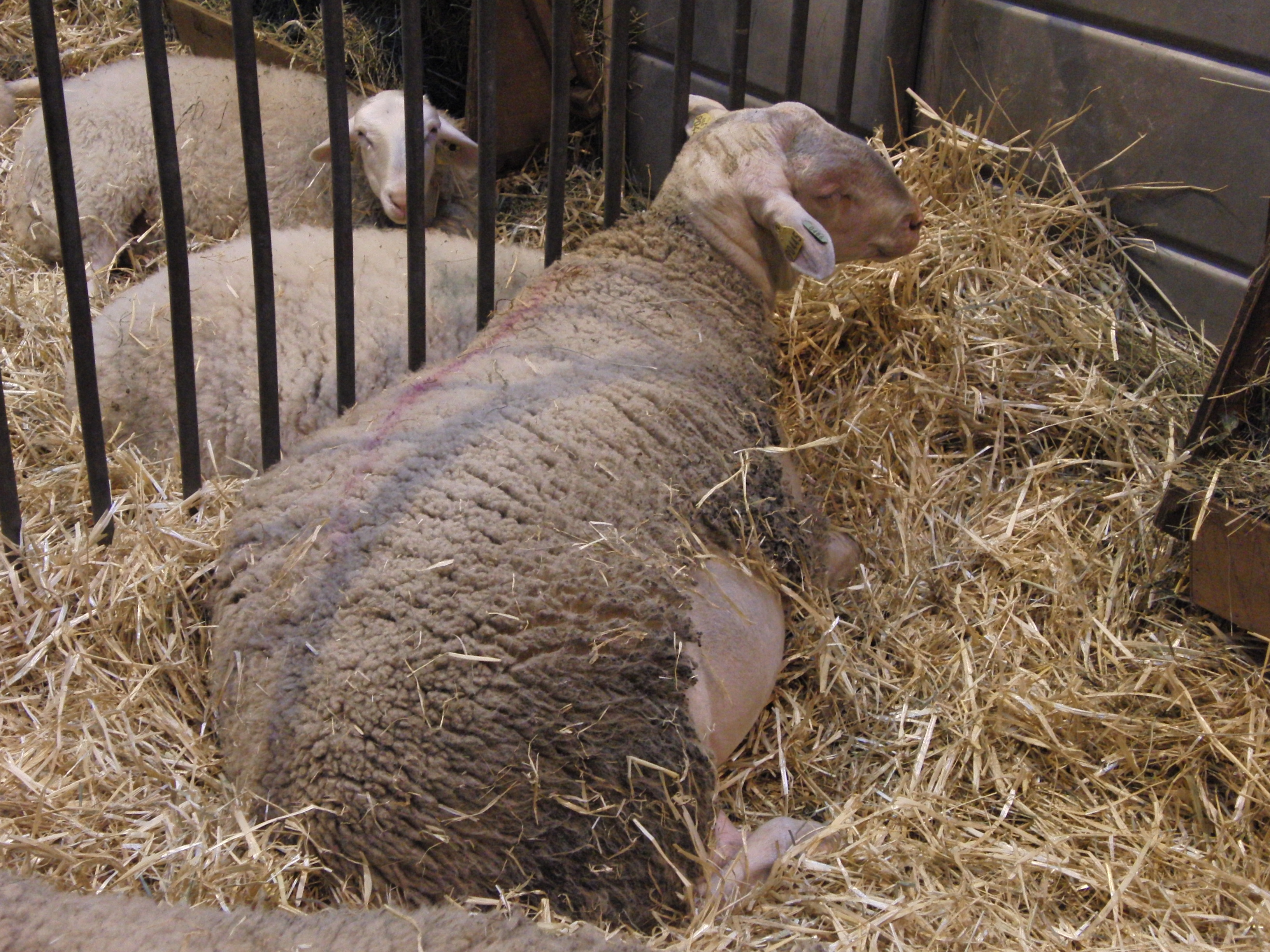
Rava, Massif Central
- Romanov, Russie
- Rouge de l'Ouest
- Rouge du Roussillon
- Roussin de la Hague
- Shropshire (race non reconnue par l'arrêté)
- Scottish Blackface (race non reconnue par l'arrêté)
- Solognote, Sologne
- Southdown, Angleterre
- Suffolk, Angleterre
- Texel ou Texelaar, Pays-Bas
- Tarasconnaise
- Thônes et Marthod, Savoie
- Xaxi Ardia (race non reconnue par l'arrêté)

### Liste alphabétique, nombre de reproductrices et statut par race en 2005
Le Bureau des ressources génétiques (BRG) avait mis en ligne en 2005, une fiche d'information par race ovine, livrant entre autres les informations chiffrées contenues dans le tableau qui suit. Outre les effectifs, ce tableau donnait le lien d'accès à la fiche BRG de la race et le statut de chaque race (en danger ou non, avec un programme de maintien ou non) à la date de 2005. Depuis cette date, la plupart de ces effectifs ont diminué du fait de la diminution constatée du cheptel ovin.

## Classification des races ovines

### Principes de classification
À l'instar de ce qui existe en élevage bovin, on peut classer les races ovines en se fondant :
- soit sur les relations phylogénétiques qui les unissent
- soit sur leurs aptitudes.

#### Fondements d'une classification des races ovines sur la base de relations phylogénétiques
Les relations phylogénétiques entre les races ovines sont fondées sur la plus ou moins grande proximité génétique des races et sur l'identification des populations originelles dont elles dérivent. Elles peuvent être établies à partir de deux sources d'informations : soit anciennes et qualifiées d'historiques, soit contemporaines et issues d'analyses génétiques voire morphométriques.

##### Les données historiques
Ce sont, à ce jour, celles qui livrent l'essentiel de l'information permettant de fonder une classification. Elles sont fournies par les ouvrages des zootechniciens sur une période allant de 1820 à 1920, en relation avec l'émergence progressive du concept de race au sens où nous l'entendons aujourd'hui, au milieu du XIXe siècle et au fur et à mesure que de telles races ont été identifiées à partir des populations locales ou ont été créées.
A. Sanson, en 1878, est le premier à avoir établi une classification en la fondant sur la morphométrie principalement crâniométrique, tout en l'étayant largement par les données issues de la géographie et de l'histoire régionales des populations animales concernées.
P. Diffloth adopte cette classification, en 1909, dans ses ouvrages de zootechnie qui fournissent des informations intéressantes sur les races ovines identifiées comme telles au tout début du XXe siècle.
P. Dechambre, en 1913, fournit aussi une classification fondée sur la morphométrie, selon les critères appelés coordonnées de Baron  (profil, proportions et format) , dans son traité de zootechnie qui complète le précédent en livrant l'état des races animales, dont les races ovines, à cette période.
La classification selon ces auteurs dont Sanson en particulier a été utilisée en 1997 par Yann Quemener, qui a repris en outre des informations fournies par d'autres auteurs antérieurs pour asseoir une classification de type phylogénétique. C'est aussi ce type de classification qui est retenu dans le présent article.
La prudence est de règle dans la lecture de certaines notices actuelles de races qui peuvent faire état d'origines anciennes originales (en rapport avec une valorisation attendue de la race au travers d'un effet marketing), mais souvent non référencées et pour le moins très discutables.

##### Les informations de type génétique
La recherche phylogénétique n'a pas en zootechnie l'importance qu'elle peut avoir en zoologie et ceci explique que les outils d'exploration génétique issus de la biologie moléculaire en particulier n'aient pas été utilisés, ou peu, pour étayer les éventuels regroupements de races en fonction de leur proximité génétique (mesurée par la distance génétique de Nei), alors qu'ils le sont pour la sélection (SAM) de géniteurs tout au moins dans certaines races. Ceci révèle que la notion de race, au sens zootechnique, n'a plus la signification biologique que les anciens auteurs lui accordaient, sur le modèle de la zoologie. La race animale est devenue un outil d'élevage, de sélection en particulier, et un outil économique, elle désigne une population issue d'une activité d'élevage, évoluant au gré des choix des éleveurs et d'un contexte économique.
Certaines informations biochimiques ont toutefois été exploitées dans ce but,; globalement les explorations de ce type réalisées tant chez les bovins que les ovins tendent à confirmer les informations des auteurs de référence tout en mettant en évidence des parentés entre races géographiquement voisines.
À la jonction entre la morphométrie et la génétique se situe en particulier la classification introduite par Lauvergne lequel distingue trois échelons principaux dans l'évolution  qui a fait suite à l'espèce sauvage originelle :
- les populations traditionnelles,
- les races standardisées pour la plupart apparues au cours du XIXe siècle et gérées par des associations d'éleveurs
- les lignées sélectionnées (une lignée, en zootechnie, est un ensemble d'animaux au sein d'une même race ou issu de croisements entre races, intensément sélectionné sur des objectifs de production précis, par un acteur généralement unique qui peut être une firme ou un organisme zootechnique, la race ovine INRA 401 en est un exemple).

Les populations traditionnelles sont issues de la première phase d'évolution qui a fait suite à la domestication, cette première phase est étalée sur des millénaires jusqu'à l'apparition récente des races standardisées. Selon Lauvergne les populations traditionnelles sont à relier aux vagues de peuplement ovin en Europe, en Asie et en Afrique, à partir du centre unique de domestication et de différenciation situé au Moyen-Orient, ceci sur le modèle des centres de diffusion mis en évidence par Nikolaï Vavilov pour les plantes cultivées. C'est ainsi que l'on explique la disposition en auréoles concentriques des populations ovines traditionnelles telle qu'on l'observe dans les zones où ces populations existent encore. Dans la mesure où l'on dispose de critères d'archaïsme comme la longueur de la queue ou l'architecture de la toison, ou la présence de certains gènes, on constate en effet que les populations les plus archaïques sont situées à la périphérie. Lauvergne distingue ainsi trois grandes vagues de peuplement en provenance du Moyen-Orient, correspondant à trois groupes principaux de populations traditionnelles :
- une première vague, à queue courte (de petite taille, à toison primitive soumise à la mue) : certaines races qui en dérivent directement se retrouvent aujourd'hui à la périphérie de la zone d'expansion primitive, en Europe du Nord notamment (races ovines d'Europe du Nord à queue courte) et dans l'ouest de l'Afrique d'où, à partir du XVIe siècle, des moutons de ce type ont été introduits dans les Caraïbes,
- une deuxième vague, à queue longue et fine (de type plus enlevé, à toison lainée ne muant plus) : elle a donné la plupart des races européennes, dont les races françaises, qui ont ensuite été implantées dans le monde entier,
- une troisième vague, à queue grasse : elle n'a pas fait souche sur le continent européen, on la retrouve en Asie, dans et autour du Moyen-Orient où elle s'est constituée dans le foyer initial de domestication, ainsi qu'en Afrique de l'Est.

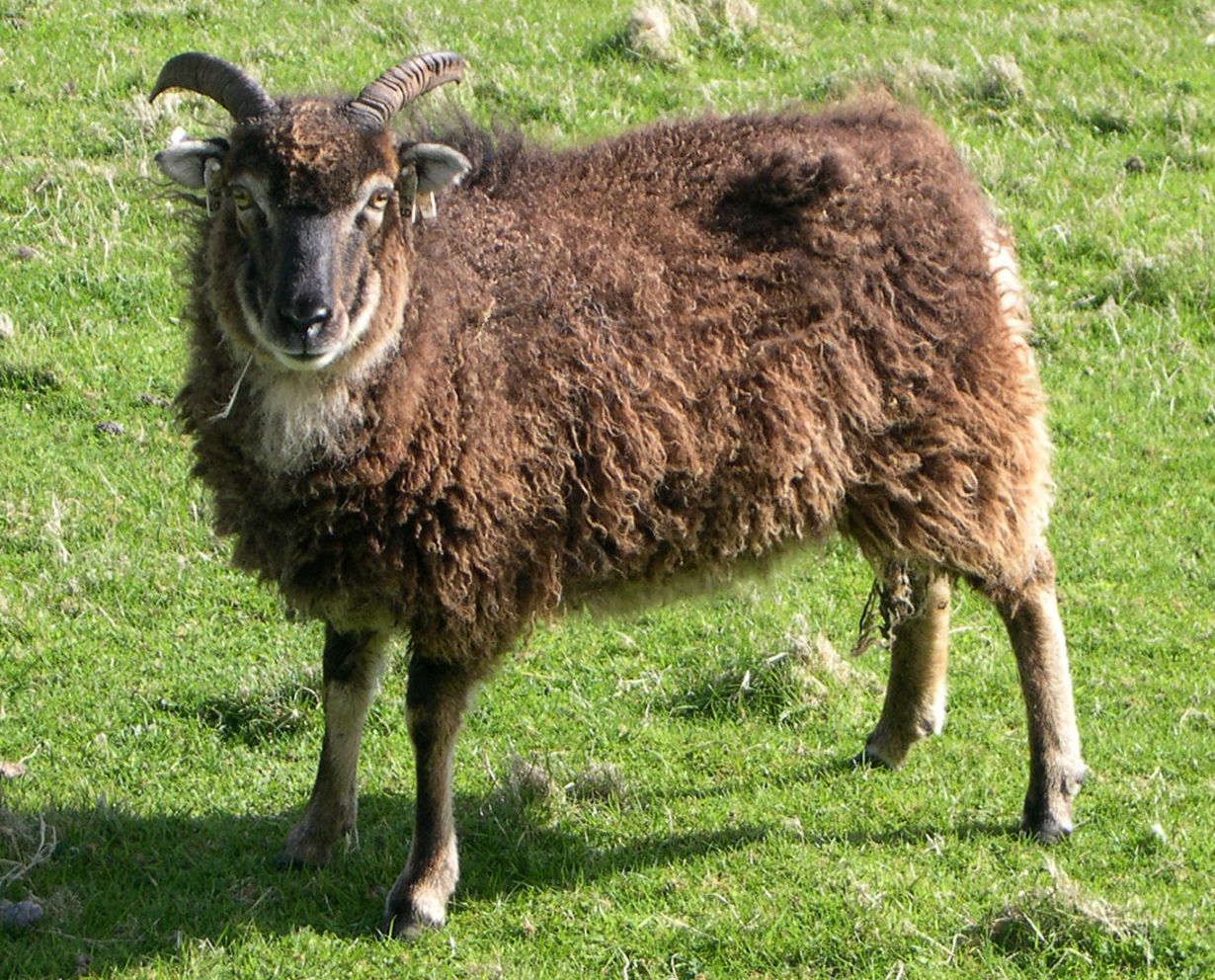
Brebis Soay : représentative des races dérivées directement de la première vague.
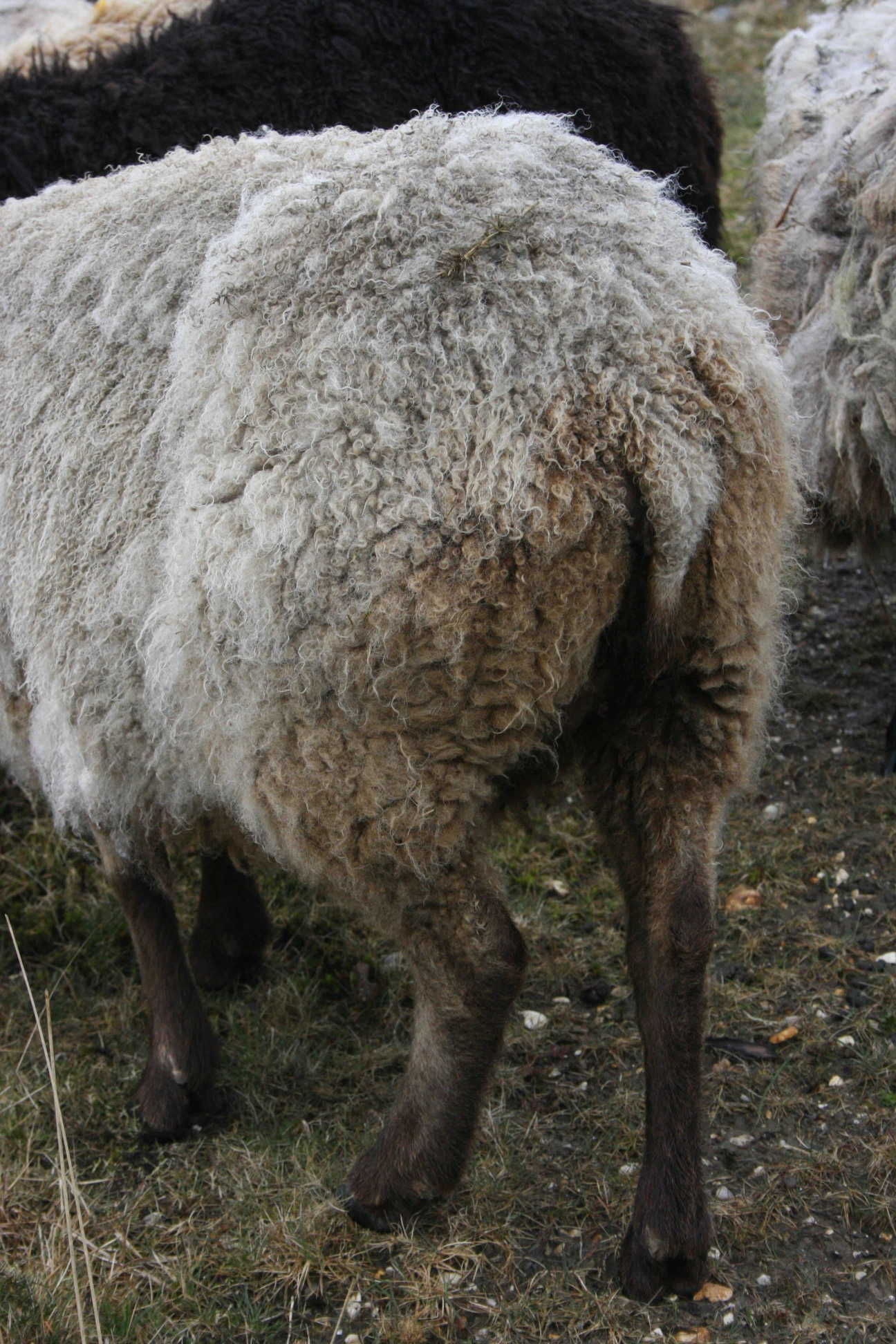
Arrière et queue de Mouton Shetland (race dérivée directement de la première vague)
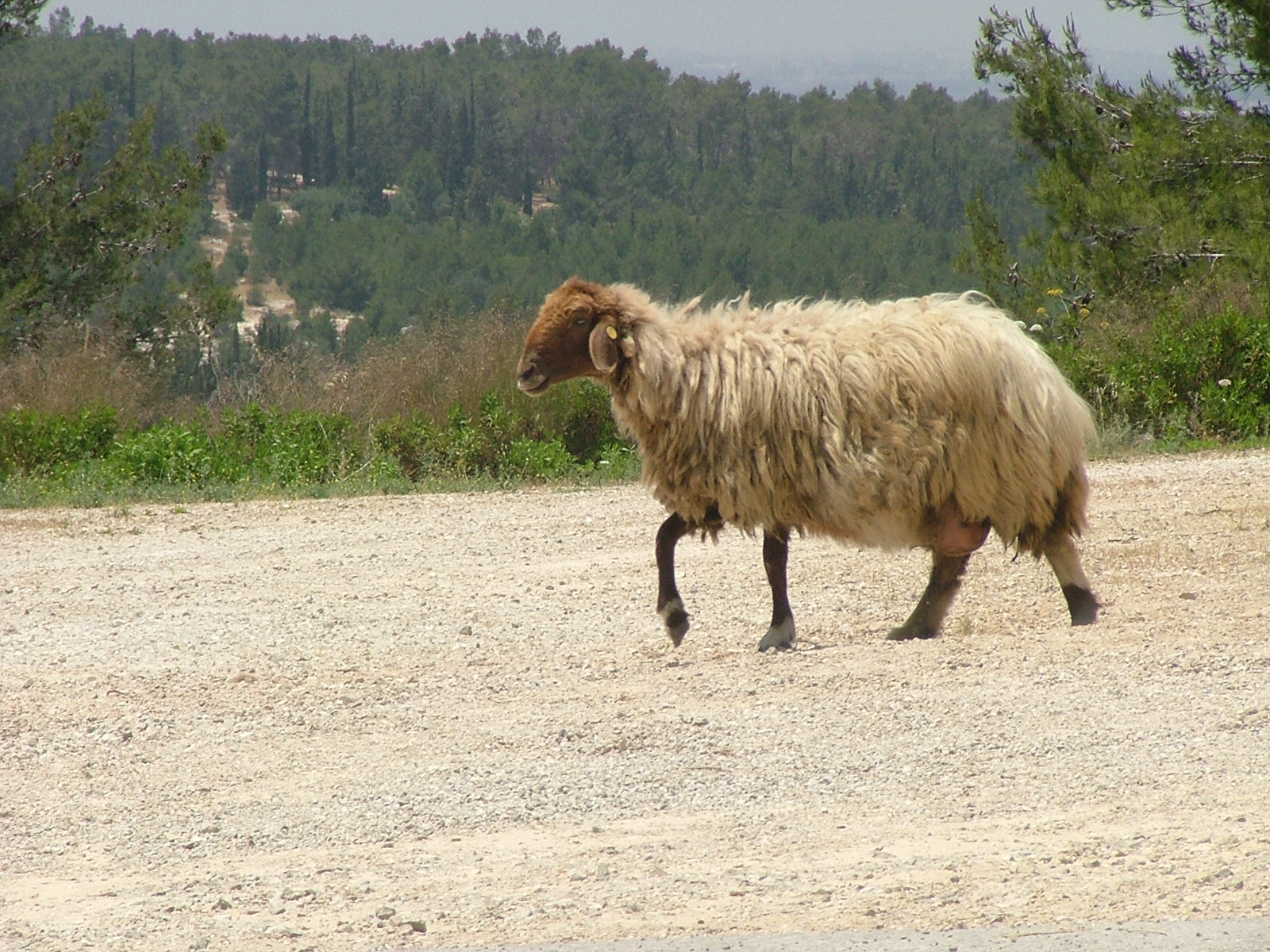
Brebis Awassi : race du Moyen-Orient représentative des races dérivées de la troisième vague.
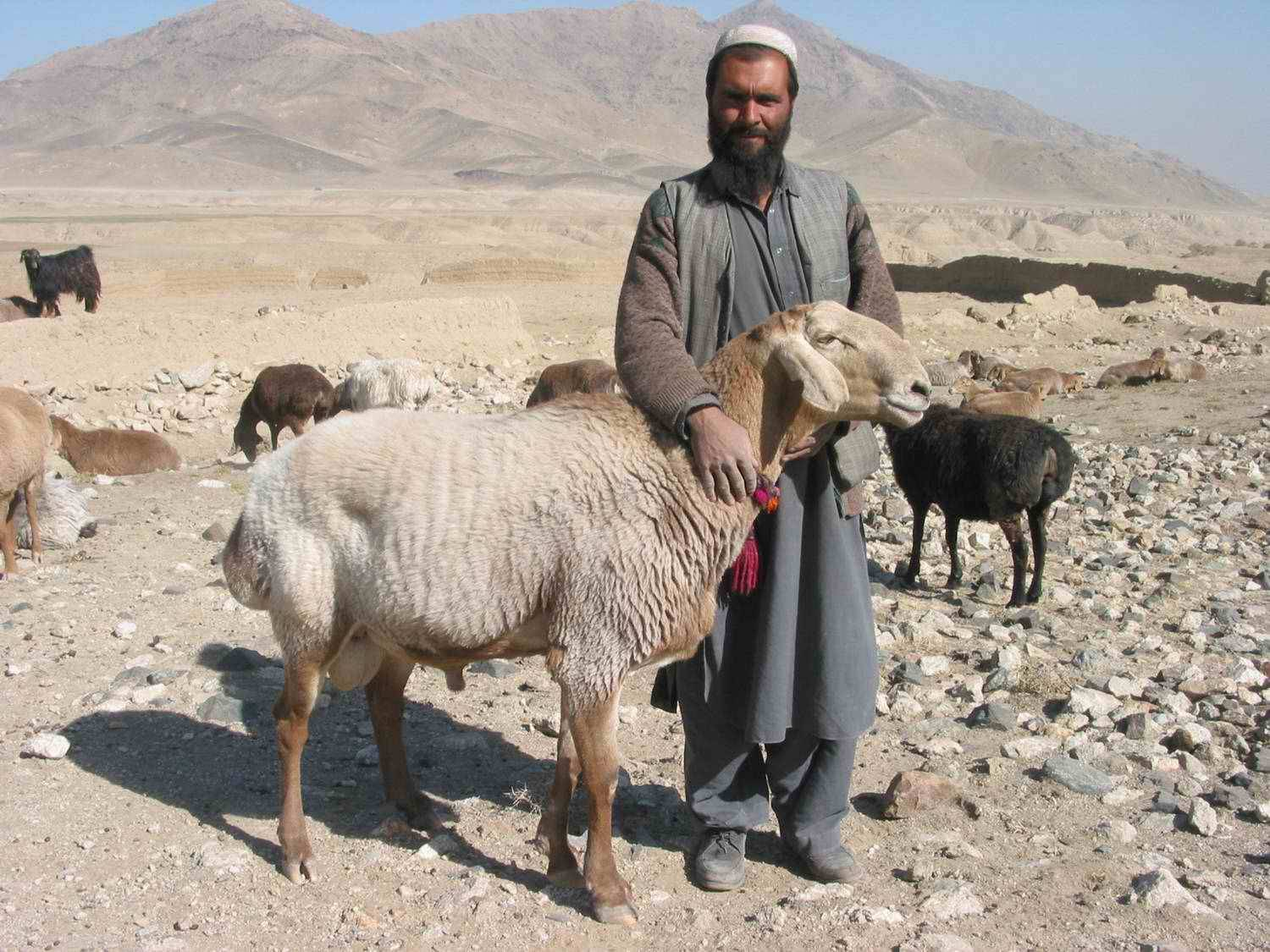
Bélier afghan, race asiatique à queue grasse

#### Critères de classification des races ovines sur la base des orientations de production et des aptitudes
Les vocations zootechniques traditionnelles de l'élevage ovin sont : 
- la production bouchère ;
- la production laitière ;
- la production lainière.

Ces productions définissent trois groupes de races en fonction de leur aptitude dominante, en précisant que l'aptitude lainière a surtout une signification historique en raison de sa faible importance actuelle en France.
À ces vocations sont associées des caractères et aptitudes : 
- le format : la taille au garrot et le poids adulte, qui définissent des races de petit, moyen ou grand format
- la conformation, bouchère ou laitière : 
  - bouchère en rapport avec une compacité des formes et des proportions médiolignes à brévilignes : les races à viande
  - laitière en rapport avec des proportions médiolignes à longilignes : les races laitières
- Les qualités d'élevage : la reproduction, les qualités maternelles, la rusticité, la facilité de conduite du troupeau 
  - la reproduction : saisonnalité ou non (on parle ainsi de races saisonnées ou désaisonnées), la prolificité (races prolifiques ou non)
  - les qualités maternelles : capacité d'allaitement, comportement maternel
  - la rusticité : capacité d'adaptation aux aléas de l'élevage (alimentaires ou climatiques), résistance plus ou moins forte à certaines affections (parasitisme en particulier)
  - la facilité de conduite du troupeau : comportement (dont la grégarité), l'aptitude à la quête alimentaire (marche, déplacements),
- le croit, pour les races exploitées pour la production de viande : bien que très dépendant des conditions de milieu, ce caractère bénéficie d'une bonne héritabilité dans les conditions habituelles d'élevage. On distingue :
  - le croit quotidien estimé sur les agneaux entre 10 et 30 jours qui est un indicateur des capacités d'allaitement de la mère
  - le croit quotidien estimé sur les agneaux entre 30 et 70 jours qui est un indicateur du potentiel génétique de croissance de l'animal contrôlé pour les races à viande
- les performances mesurées au contrôle laitier pour les races laitières (exploitées pour la production de lait à des fins fromagères).

### Classification des races ovines françaises
Les races ovines françaises sont classées :
- soit par groupe ethnique de rattachement
- soit en fonction des aptitudes et des orientations de production

#### Les groupes ethniques des races ovines françaises
En se fondant sur les bases phylogénétiques d'une classification exposées précédemment, on distingue en France :
- Le groupe Mérinos
- Le groupe Flamand
- Le groupe des races de dunes (downs) ou collines britannique
- Le groupe d'Europe du Nord
- Le groupe du bassin de la Loire
- Les races du Sud : 
  - le groupe pyrénéen ;
  - le groupe du Plateau central ;
  - les autres races d'affiliation incertaine.

##### Groupe Mérinos
Les moutons mérinos occupent une place de choix dans tous les traités de zootechnie ovine, notamment au XIXe siècle. On y rappelle que leur aire de répartition en Europe s'est longtemps limitée à l'Espagne et l'on s'accorde à leur reconnaître une origine spécifique qui, pour être géographiquement très incertaine (Afrique, Moyen-Orient), n'en demeure pas moins très ancienne.
Ces éléments sont repris dans des ouvrages plus récents , dont les auteurs, en regroupant certaines races sur la base de leur parenté avec les mérinos espagnols (races de type mérinos) adoptent un principe de classement des races ovines basé sur les origines supposées de celles-ci qu'ils ne se risquent pas toujours à appliquer ailleurs. Dès lors la constitution d'un groupe "Mérinos" de différenciation ancienne, ne semble guère prêter à discussion.
En conséquence, l'histoire du Mérinos en France est suffisamment bien connue pour que l'on puisse affirmer qu'aujourd'hui cinq races françaises font partie de ce groupe :
- Le Mérinos de Rambouillet
- Le Mérinos Précoce
- Le Mérinos d'Arles
- La race Est à laine Mérinos
- L'Île-de-France, cette race à viande spécialisée fait transition avec d'autres races situées dans d'autres groupes, elle est issue de croisements entre mérinos et Dishley suivis de métissage (accouplement de métis entre eux)[25].

Toutes ces races ont en commun une toison très étendue à mèches carrées d'égale longueur (toison dite fermée) constituée exclusivement de brins de laine très fins et non médullés  et donc sans fibres avec canal médullaire (crin, poil, jarre). On note aussi une aptitude au désaisonnement (reproduction possible à contre saison c'est-à-dire au printemps, en jours croissants). S'agissant des quatre premières races susnommées qui se rapprochent le plus du type mérinos originel, on retiendra aussi la forte rusticité, l'aptitude aux parcours et à la transhumance en zones sèches ou de montagne (avec fortes amplitudes thermiques) ainsi que la grégarité (conduite aisée de grands collectifs d'animaux), qualités qui sont particulièrement exploitées chez le mérinos d'Arles ou mérinos de la Crau.

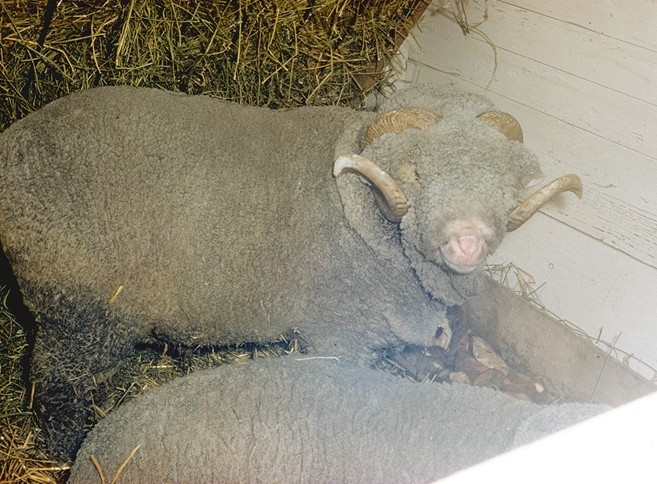
Bélier Mérinos de Rambouillet : enlainement très étendu couvrant toute la face, cornage à volutes serrées. Les brebis Mérinos ne portent pas de cornes.
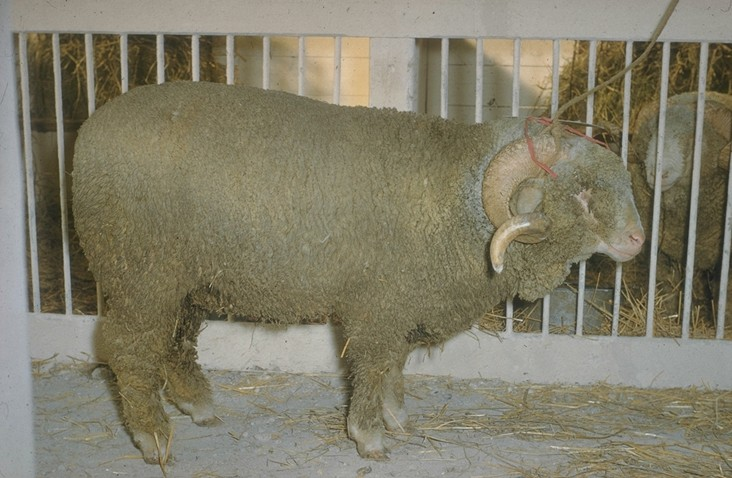
Bélier Mérinos Précoce : volutes des cornes étirées, compacité corporelle.
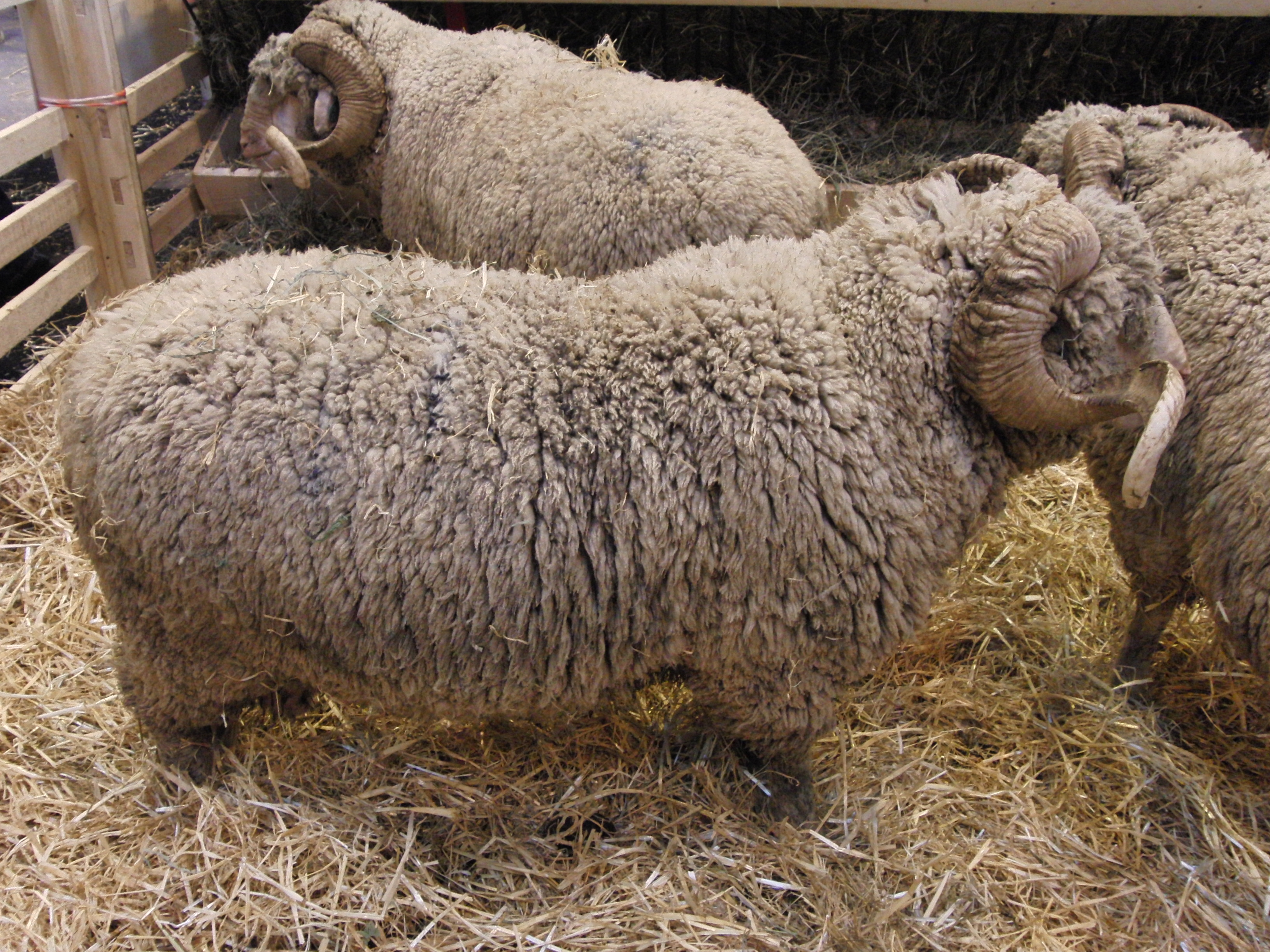
Bélier Mérinos d'Arles : volutes des cornes étirées, face découverte, moindre compacité corporelle.
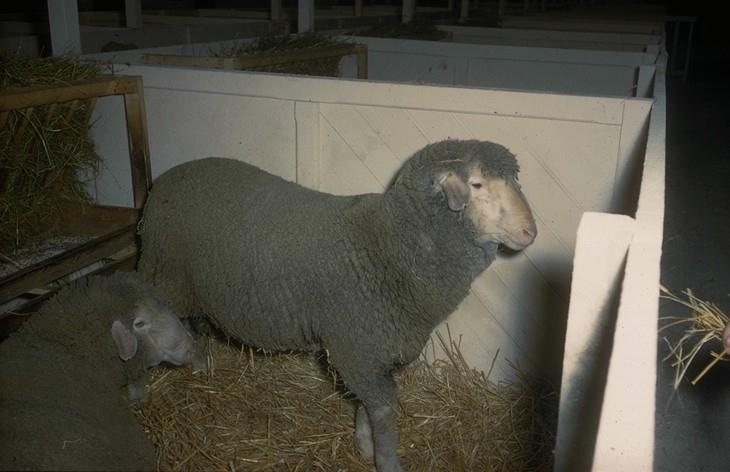
Est à laine Mérinos : pas de cornes, enlainement limité de la face, encolure en col de cygne, haut sur pattes
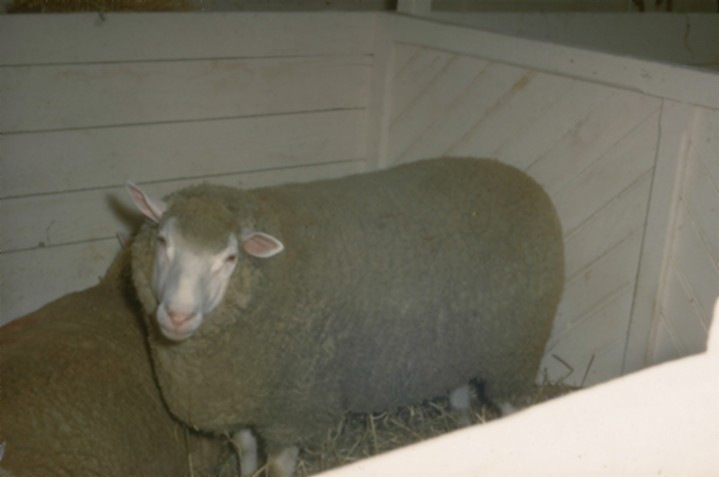
Ile-de-France : face découverte, blanche, toupet de laine sur le front, forte compacité

##### Groupe Flamand
Ainsi que l'exprimait Grognier en 1841 la race Flandrine ou Flamande se différenciait des autres races élevées en France au XVIIIe siècle et de toutes celles d'Europe par la supériorité de sa taille. Ce mouton constituait pour les observateurs de l'époque un mouton idéal car prolifique (« les portées sont parfois doubles, voire triples »). Pour les anciens auteurs ce mouton flamand est le représentant en France d'une population plus vaste occupant le nord-ouest de l'Europe. Les origines de cette population restent incertaines. Gayot, en 1867, précise « En Hollande, il a pris le nom de race de Texel, dans les Pays-Bas il a formé la race Frisonne, en Allemagne il a donné cette immense population qu'on a appelée les moutons allemands, chez nous il a constitué la race flandrine ou flamande ». Enfin pour Grognier, il n'est pas exclu que les « races flamandes » aient produit les moutons à laine longue ou Longwool dont sont issues nombre de races britanniques.
En France, l'empreinte du mouton flamand est patente sur le mouton Boulonnais ainsi que sur le mouton Texel importé des Pays-Bas. L'influence de moutons hollandais dans le quart nord-ouest de la France, en Normandie, en Bretagne et dans le Poitou est attestée par les auteurs du XVIIIe et du XIXe siècle. Dans ce contexte, on rattache au groupe flamand l'ensemble des races ovines de l'ouest dites d'herbage et du littoral qui ont toutes en commun un fort enlainement avec une toison à mèches longues, une forte prolificité et une bonne lactation, un saisonnement très marqué de leur reproduction, certaines ayant aussi une grande taille (Bleu du Maine, Rouge de l'Ouest, Cotentin). On note aussi une adaptation commune à un élevage de plein air, en milieu herbager et humide.
Au bilan, on a dans ce groupe :
- Le Texel
- Le Boulonnais
- Le Cotentin
- L'Avranchin
- Le Roussin de la Hague
- Le Bleu du Maine
- Le Rouge de l'Ouest
- Le Belle-Île

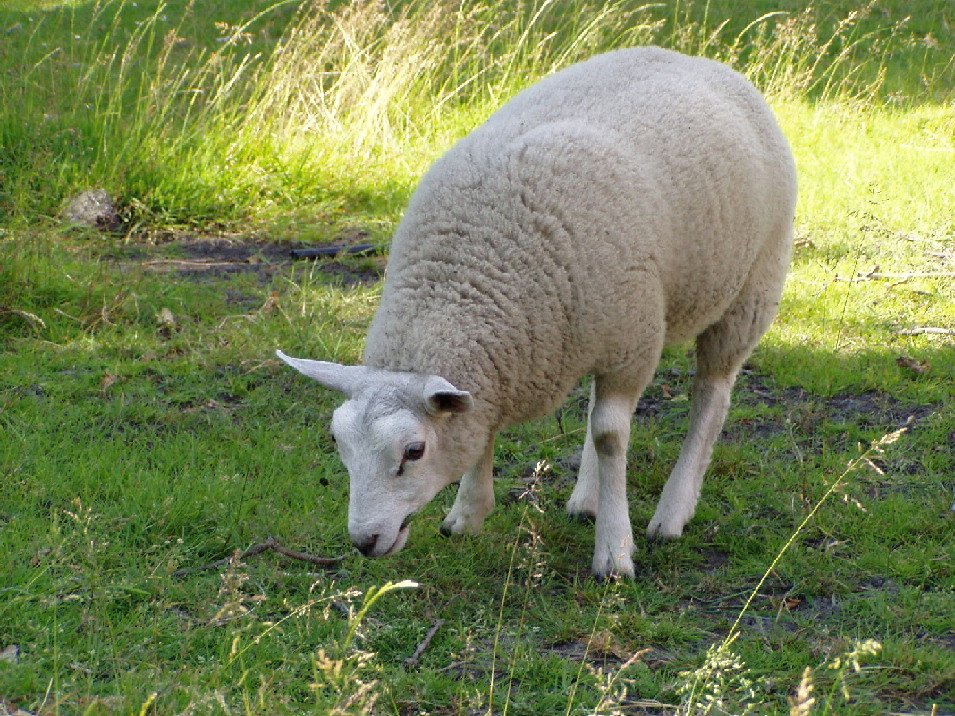
Texel
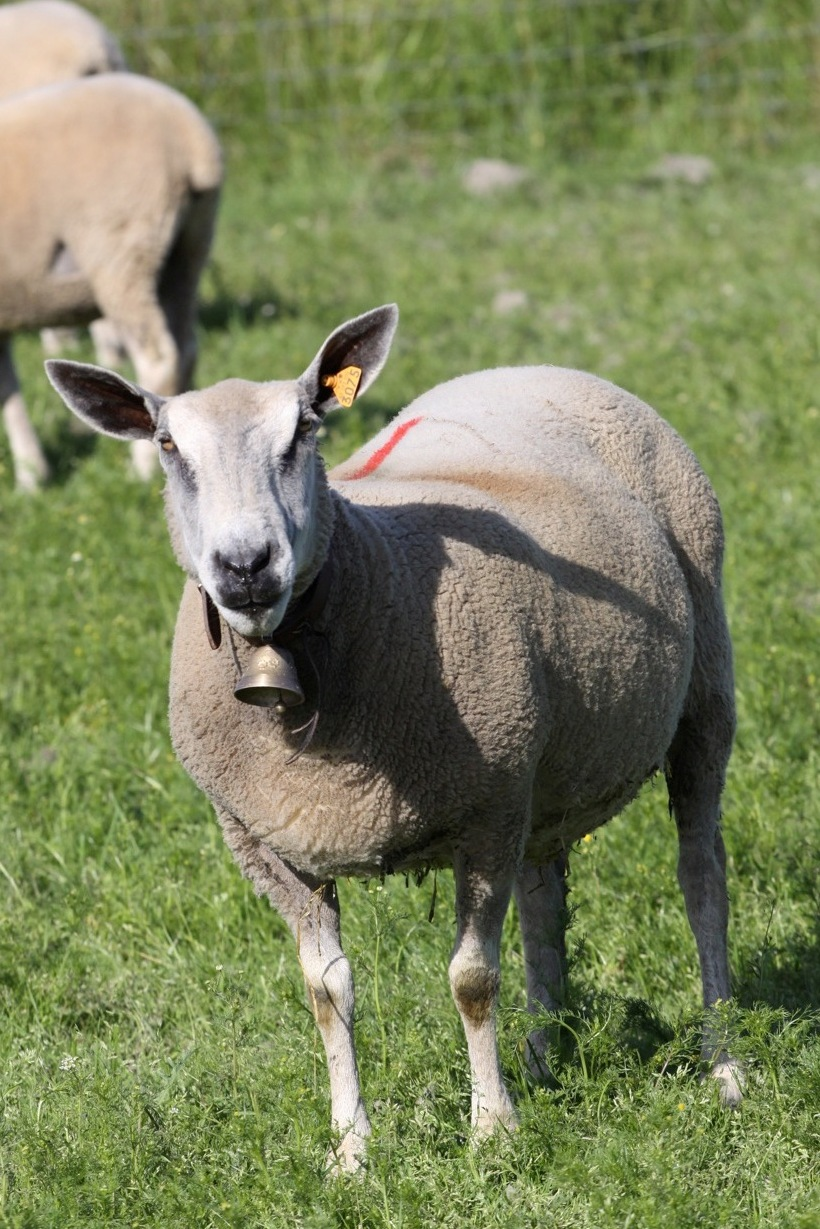
Boulonnais
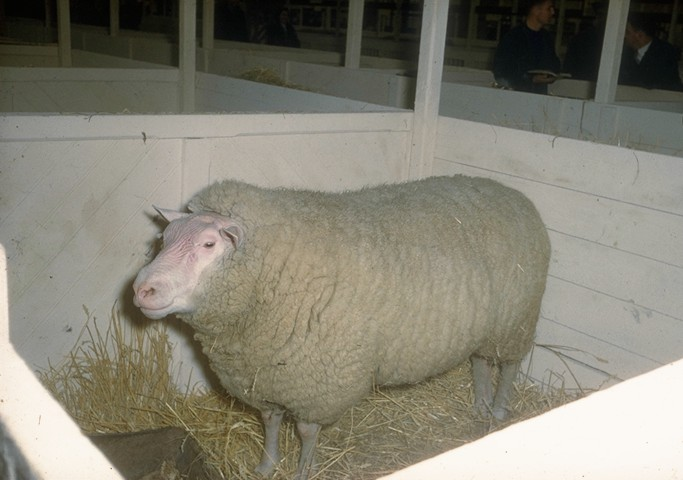
Cotentin
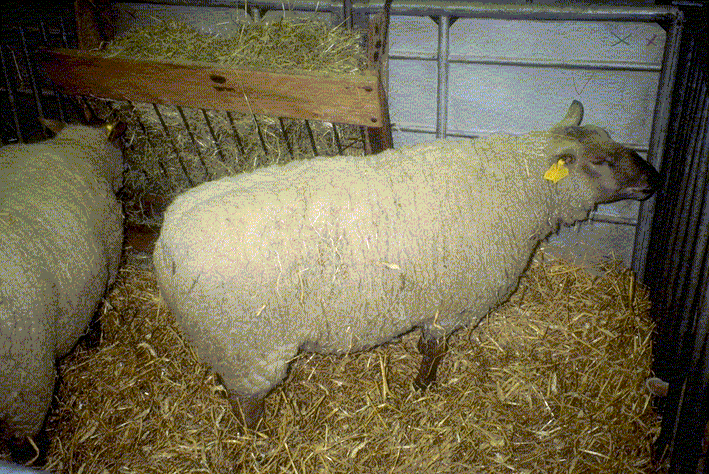
Roussin de la Hague
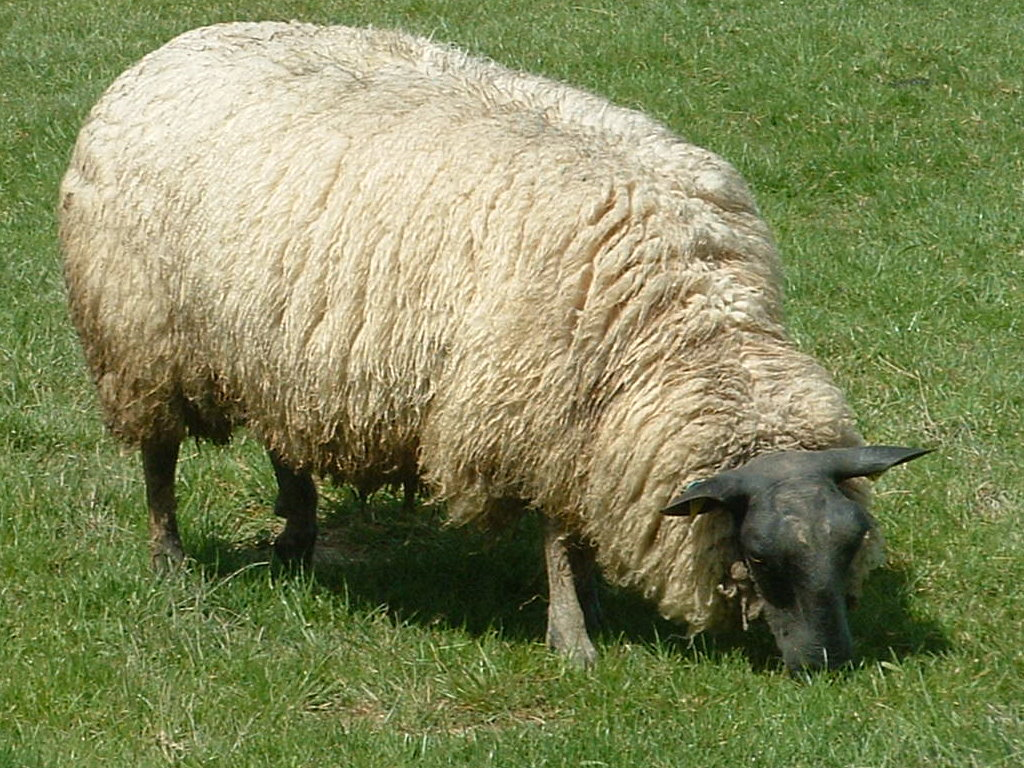
Bleu du Maine
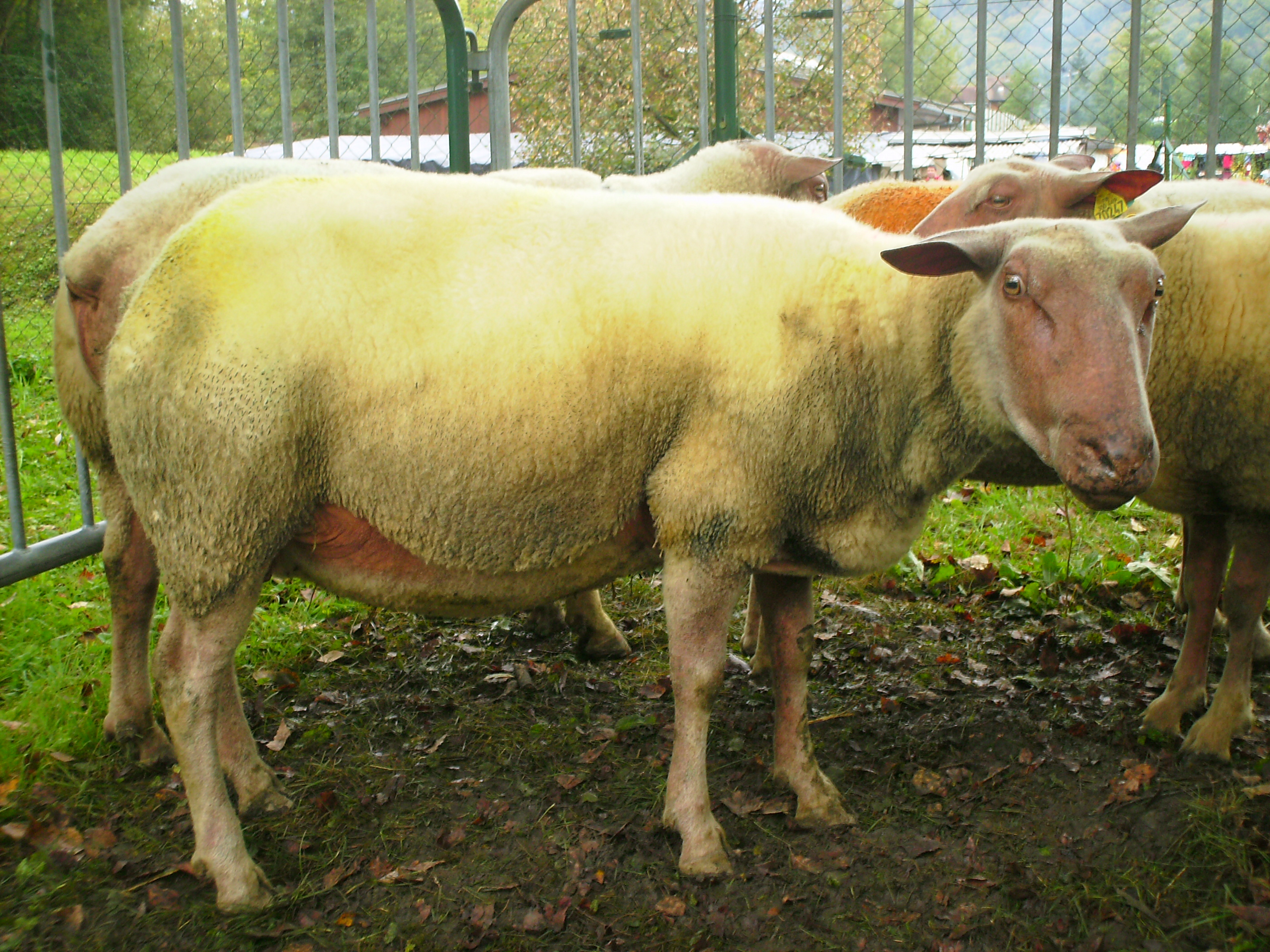
Rouge de l'Ouest
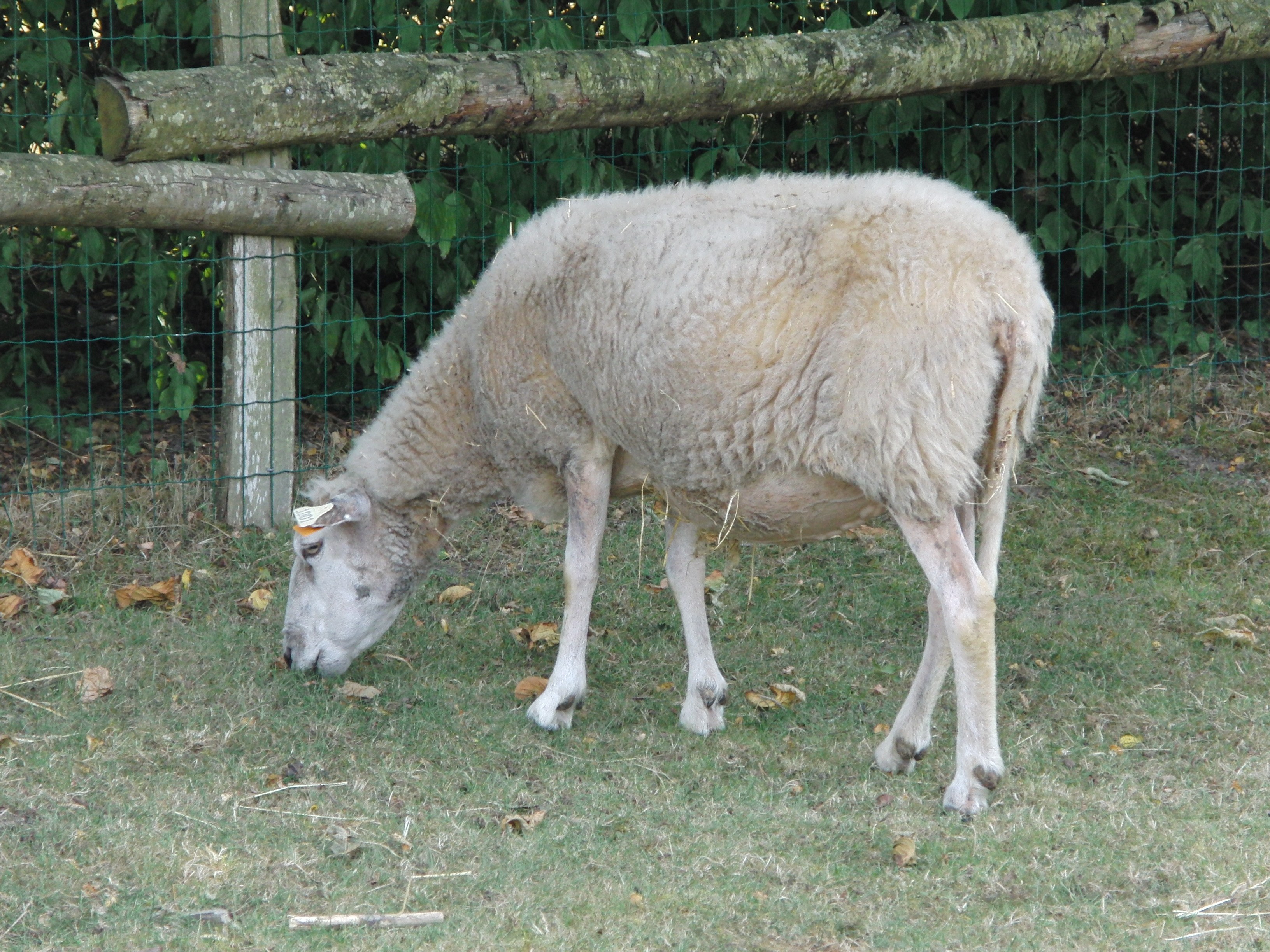
Belle-Île

##### Groupe des races de dunes (downs) ou collines britanniques
L'élevage en France d'ovins anglais en race pure trouve son origine dans les grandes vagues d'importation du XIXe siècle. À cette occasion, le Southdown en particulier s'est implanté en différents points du territoire. En revanche, l'implantation d'autres races comme le Hampshiredown, le Suffolk et le Dorset ou Dorset Down ou encore la Scottish Blackface est plus récente et s'est souvent produite durant la deuxième moitié du XXe siècle. L'homogénéité de ce groupe à toison étendue et à face pigmentée est mentionnée dans les écrits d'anciens auteurs. Les plus améliorées sur le plan de la conformation bouchère l'ont été à partir du Southdown amélioré par John Ellman vers 1780 puis par Jonas Webb entre 1830 et 1860. La dénomination race des dunes britanniques, empruntée à  André Sanson pour désigner cet ensemble, fait référence en fait aux collines calcaires du sud de l'Angleterre. La Scottish Blackface, plus nordique (Écosse) et très rustique, se détache dans cet ensemble britannique où elle fait transition avec le groupe des races d'Europe du Nord.
Le Mouton vendéen est intégré dans ce groupe compte tenu du rôle important joué par le Southdown dans ses origines. D'ailleurs le mouton Vendéen fut longtemps assimilé au Southdown, il s'en est démarqué en 1967, les éleveurs faisant valoir un format plus important ainsi qu'une prolificité plus importante à laquelle a pu contribuer la flandrine.
Quant au Mouton Charollais, son affiliation à ce groupe est plus contestable dans la mesure où il résulte largement d'une sélection opérée au sein d'une population largement métissée avec des moutons anglais longwool dont le Dishley. L'infusion de Southdown y  est toutefois signalée, notamment par Lauvergne.
On retient donc dans ce groupe :
- Le Southdown (voir aussi Southdown)
- Le Hampshire
- Le Suffolk
- Le Dorset ou Dorset Down
- Le Clun Forest
- La Scottish Blackface
- Le mouton Vendéen
- Le Mouton Charollais

Dans cet ensemble le Southdown se distingue par la très grande compacité de ses formes, son aspect râblé avec des membres plus ou moins courts selon le type. Les cinq premières races, en particulier, ont une toison étendue et fermée à mèches courtes, avec une pigmentation des zones découvertes plus ou moins étendues selon la race, notamment sur la face, le mouton Charollais avec une tête dégagée se rapprochant du modèle longwool. Doté d'une forte précocité, le Southdown peut avoir une adiposité marquée qui a été corrigée dans les autres races. Toutes ces races sont très bien adaptées à un élevage de plein air, en herbages.

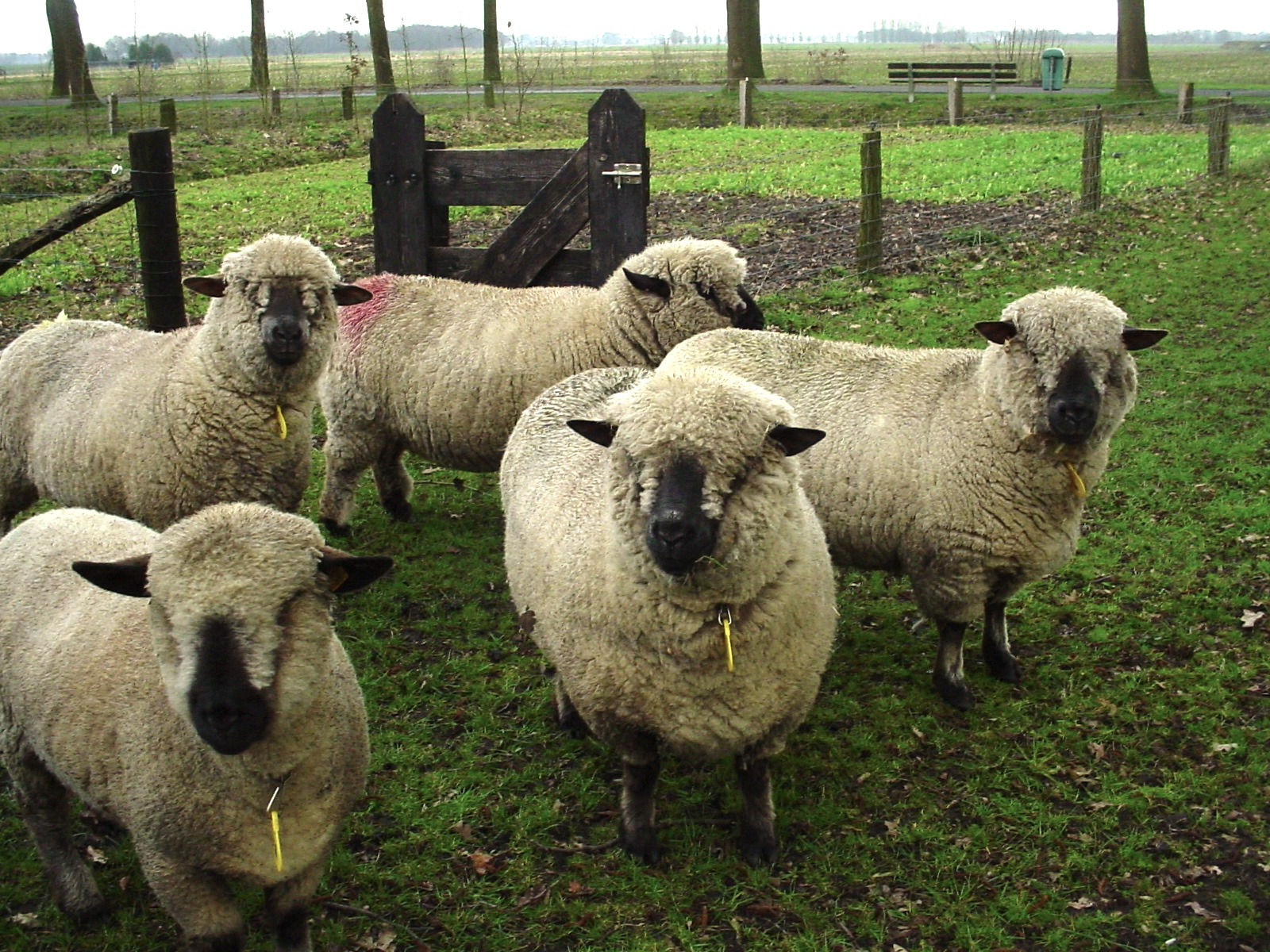
Hampshire
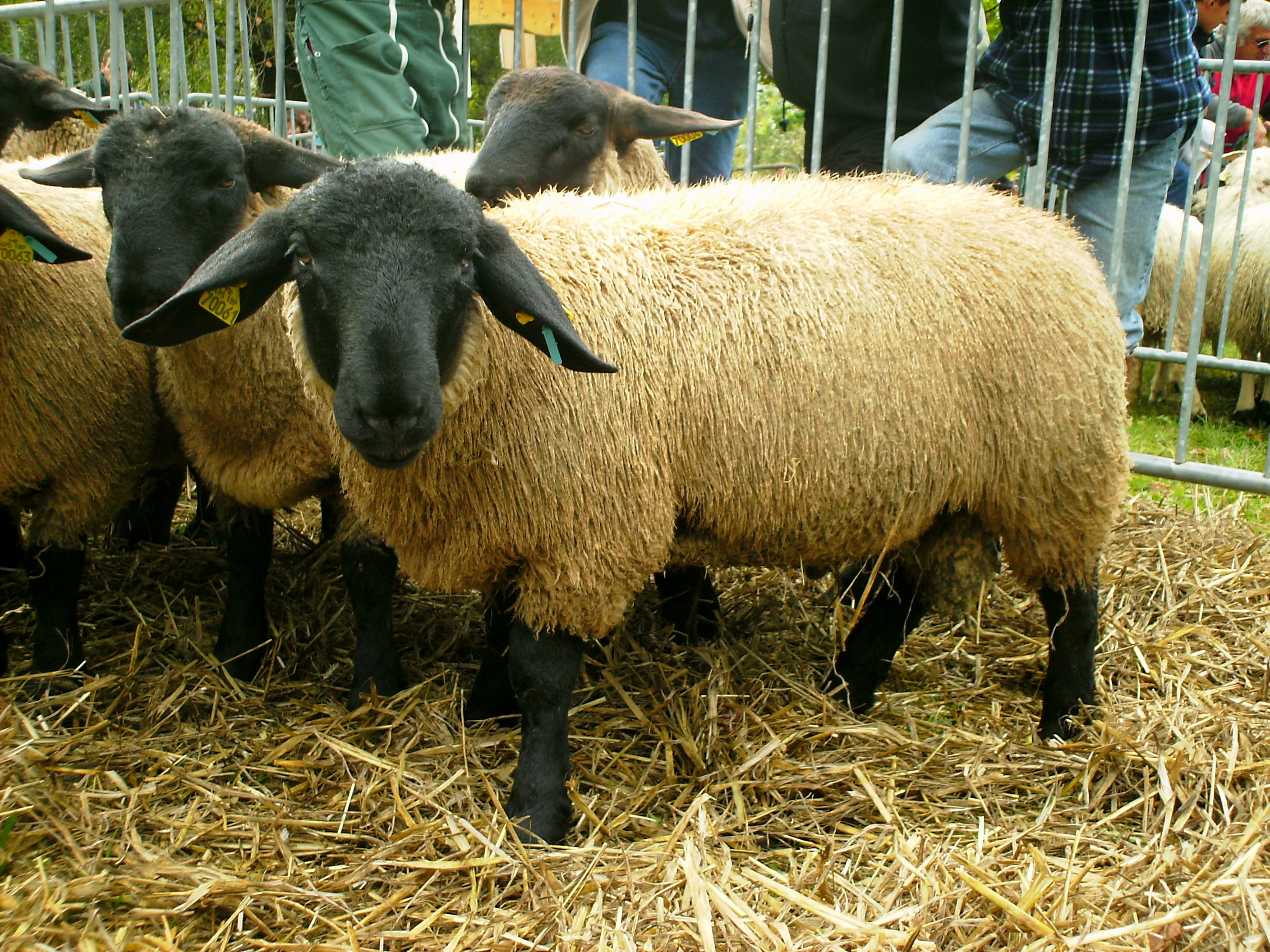
Suffolk
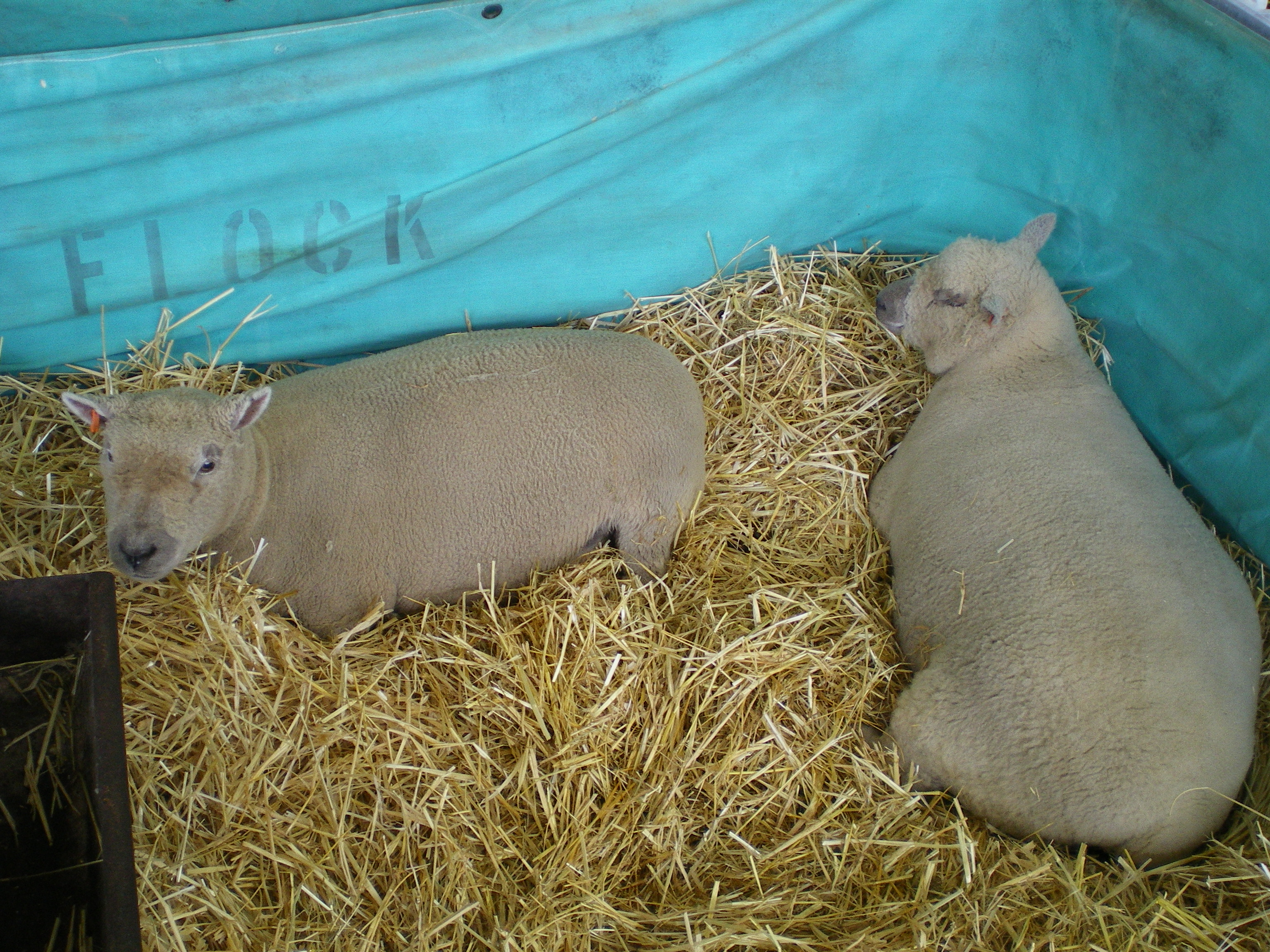
Southdown
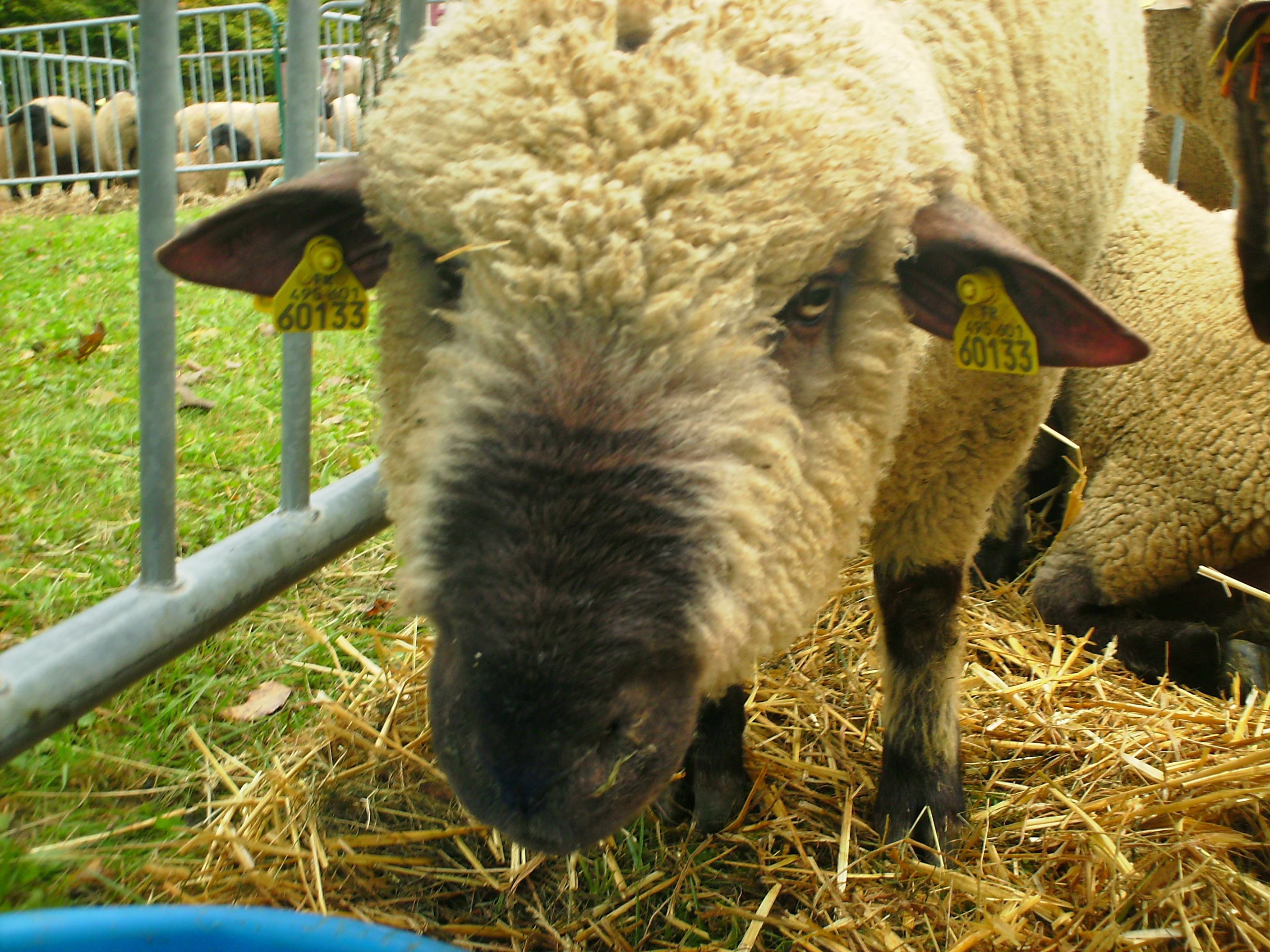
Dorset
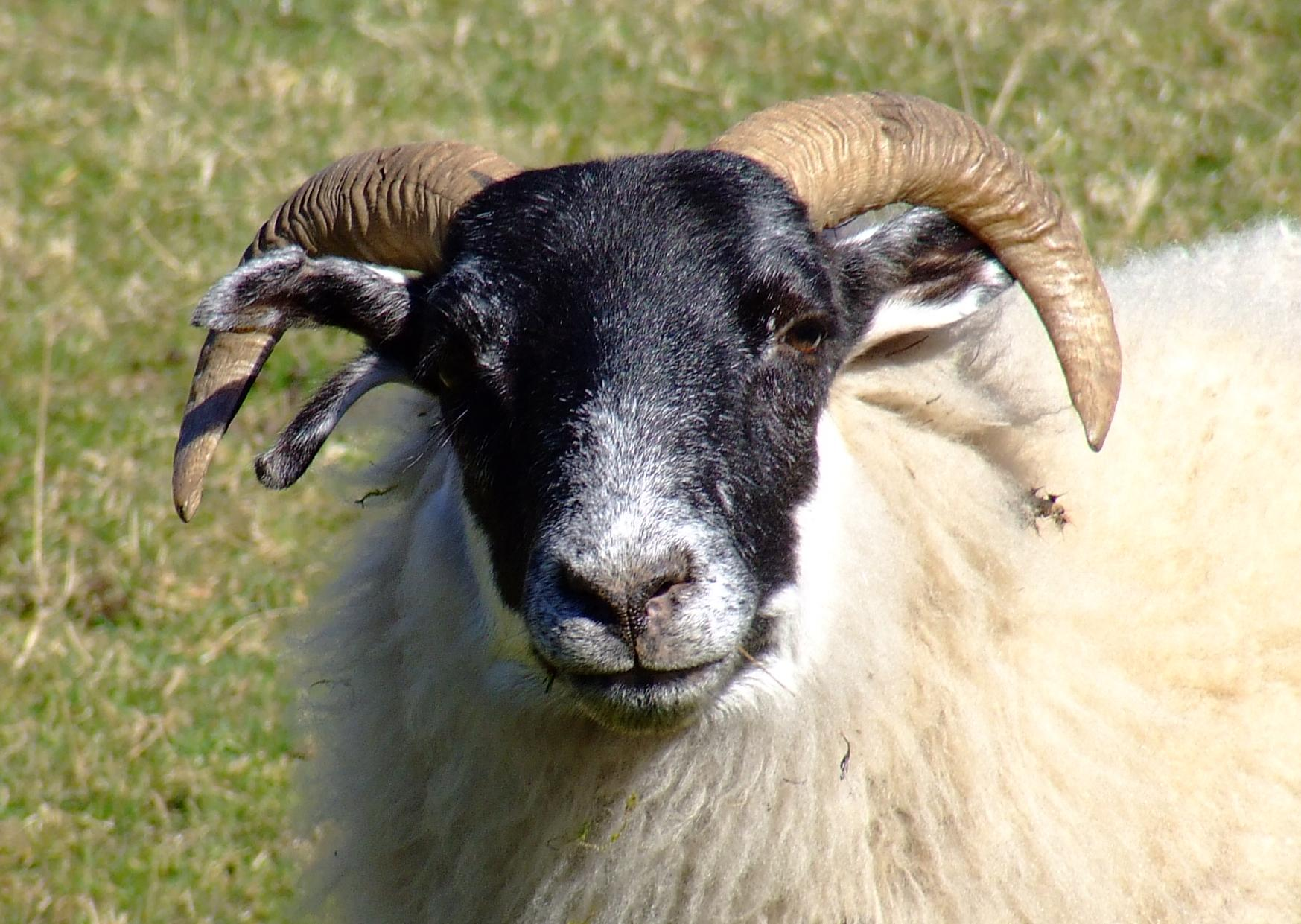
Scottish Blackface
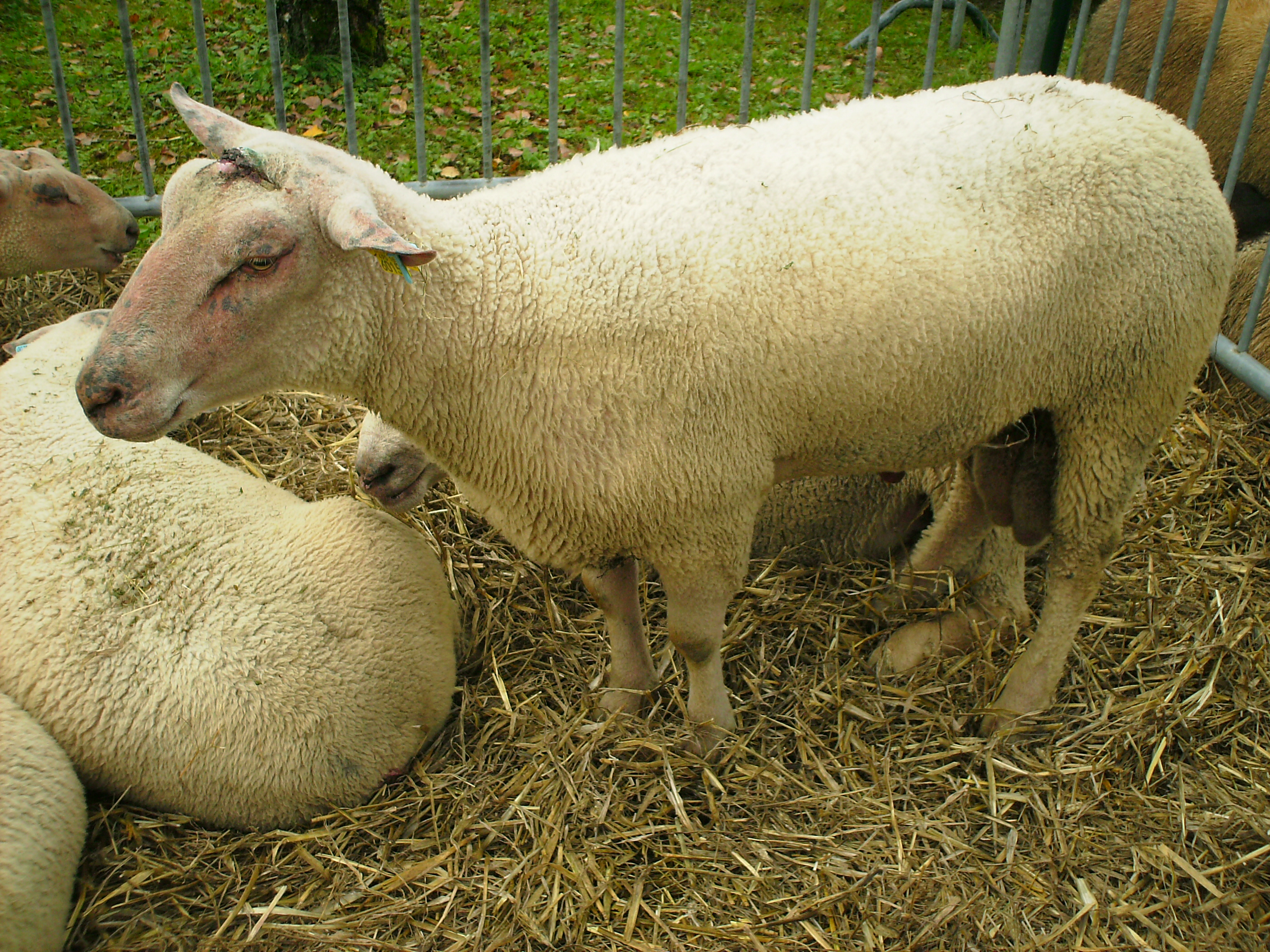
Mouton Charollais

##### Groupe d'Europe du Nord: Finnoise et Romanov
Les races Finnoise et Romanov présentes en France appartiennent à un groupe dit "d'Europe du Nord et à queue courte", singulier par le type morphologique (petite taille, queue courte, toison ouverte, conformation bouchère médiocre) et par les aptitudes (forte rusticité, forte prolificité, très agiles et mobiles). Ce groupe inclut aussi de nombreuses autres races scandinaves et des îles britanniques. Une analyse génétique réalisée au Canada sur 10 races ovines incluant 3 races nordiques (Finnoise, Islandaise, Romanov), 5 britanniques (Dorset, North Country Cheviot, Suffolk, Cheviot, Scottish Blackface), la Texel et une race du Kenya, la Masai, a montré une séparation nette des races nordiques d'avec les races britanniques et la Texel, la Scottish Blackface occupant une position intermédiaire, et, résultat original, une proximité plus forte entre la Romanov et la Masai qu'avec les deux autres races nordiques et, a fortiori, qu'avec les autres races européennes encore plus éloignées. Ceci suggère aux auteurs que le groupe des races nordiques à queue courte et celui des moutons ayant fait souche dans l'est du continent africain seraient deux types primitifs périphériques issus de la 1re vague de peuplement ovin à partir du foyer de domestication moyen oriental (cf supra la classification phylogénétique), la Masai ayant subi pour sa part certaines des modifications apportées par la vague de peuplement des moutons à queue grasse.
Le recours à deux races de ce groupe, la Finnoise et la Romanov, a visé tout particulièrement l'obtention de femelles F1 (croisement avec des femelles d'autres races) dans le but de l'accroissement de leur prolificité. Elle a débouché en France sur la création par l'INRA d'une race nouvelle, la Romane ou INRA 401, à partir de croisements initiaux Romanov x Berrichon du Cher.

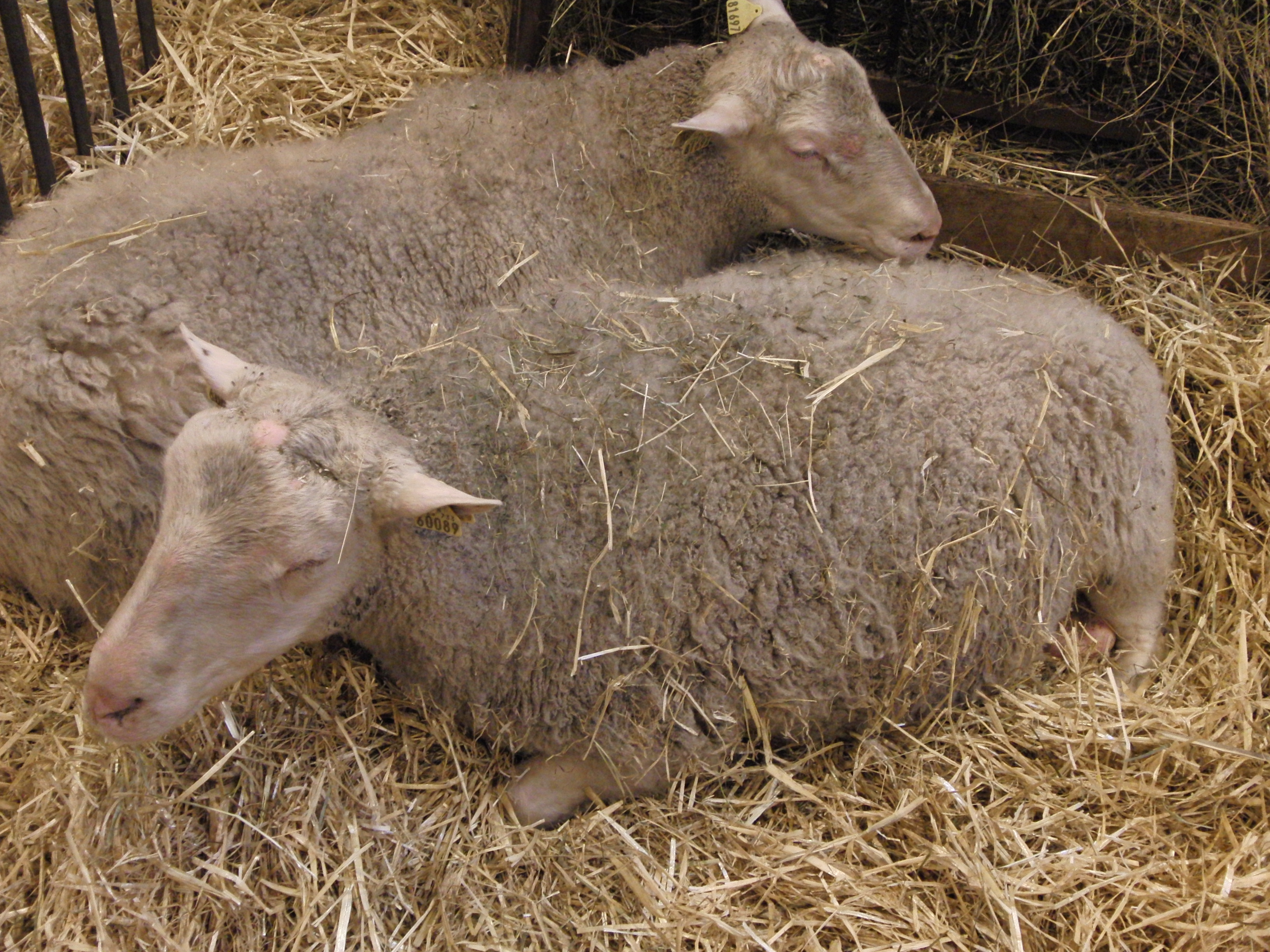
Finnoise
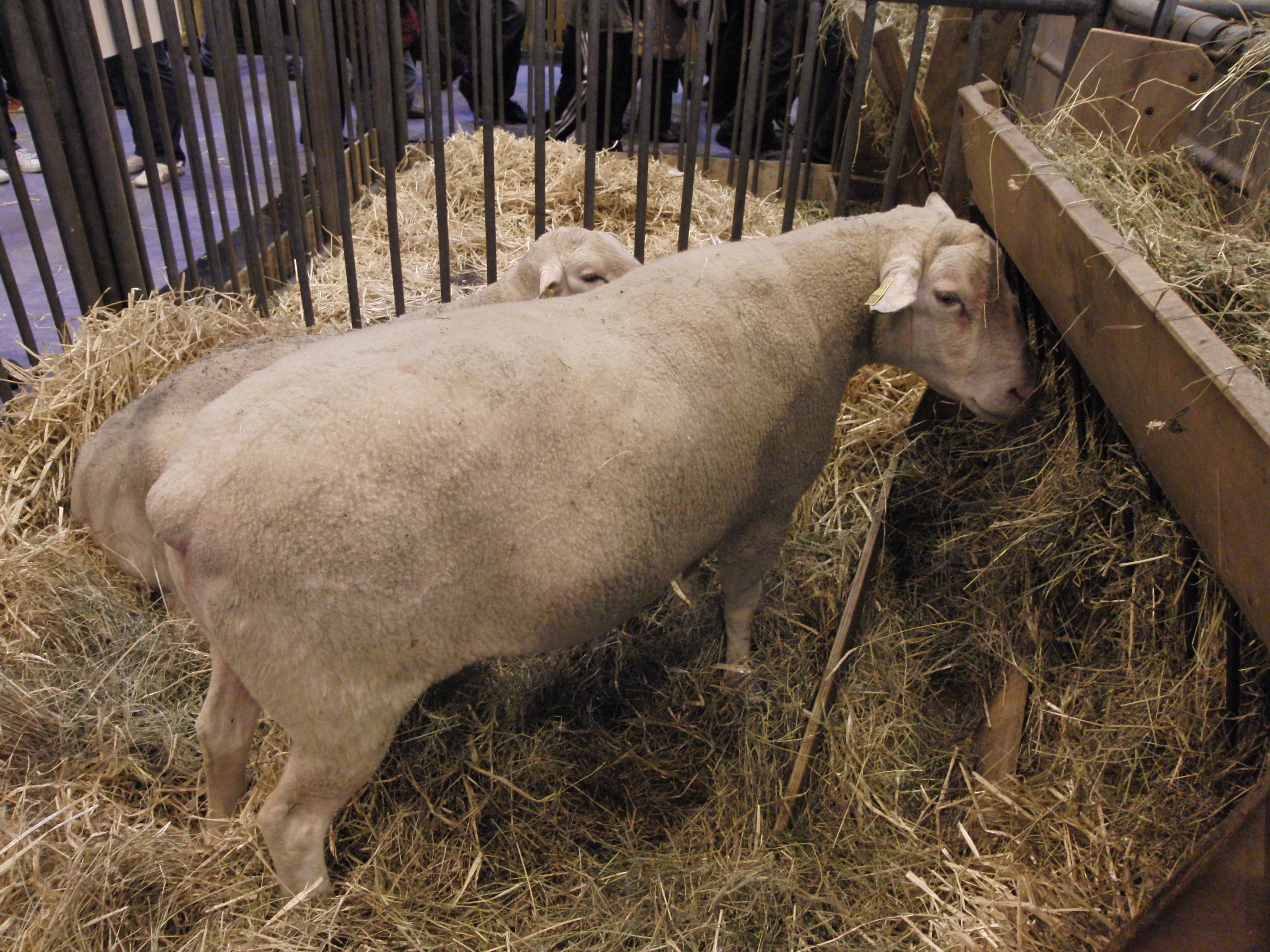
INRA 401

##### Groupe du bassin de la Loire
On doit à André Sanson la reconnaissance d'une race ovine de la Loire qu'il appelait Ovis aries ligeriensis. Il notait des points communs entre différentes populations septentrionales : une toison semi-envahissante, une tête fine, un profil céphalique plutôt rectiligne, des oreilles courtes, un squelette généralement fin. Il se fonde sur ces éléments parallèlement aux données de la crâniométrie pour définir une grand'race du Bassin de la Loire qu'il situait dans la partie de la France au nord de la Loire.
Denis retient aussi l'existence d'une population ovine homogène occupant la France septentrionale avant l'introduction des moutons Flandrins et Mérinos.
Parmi les races actuelles, selon Quemener, ce sont sans doute les moutons des Landes de Bretagne et ceux d'Ouessant qui se rapprochent le plus de l'ancien type du Bassin de la Loire. Le mouton Solognot actuel, avec son profil céphalique plutôt convexe et ses oreilles plutôt longues, s'en est en revanche éloigné, alors que les descriptions anciennes le concernant autorisent son admission dans ce groupe.
Le problème se pose sensiblement dans les mêmes termes pour les moutons berrichons (Berrichon de l'Indre et Berrichon du Cher. L'introduction de moutons Dishley au XIXe siècle a largement modifié l'ancienne population du Berry au point qu'aujourd'hui ni les Berrichons de l'Indre et encore moins les Berrichons du Cher ne ressemblent vraiment à leurs homologues du XVIIIe siècle. Cela dit, à défaut de pouvoir les rapprocher plus étroitement d'un autre groupe, on les rattache à celui du Bassin de la Loire.
Le mouton de la Charmoise, créé par Malingié est par définition inclassable au regard du caractère composite de ses origines (Kent / Solognot, Berrichon et Mérinos). On peut cependant le rattacher à ce groupe si on convient de privilégier la contribution des moutons Berrichons et Solognots à sa création.
On soulignera cependant la forte opposition, sur le plan des aptitudes et de l'exploitation zootechnique, entre d'une part des races très rustiques (et de conservatoire) que sont le mouton d'Ouessant et le mouton des Landes de Bretagne restés très proches d'un type ancestral et, d'autre part, les races très améliorées aux excellentes aptitudes bouchères, issues de croisements et d'une forte sélection, que sont le Berrichon du Cher et la Charmoise.
Malgré cela on inclura dans le même groupe :
- Le Mouton des Landes de Bretagne
- Le Mouton d'Ouessant
- Le Solognot
- Le Berrichon du Cher
- Le Berrichon de l'Indre
- La Charmoise

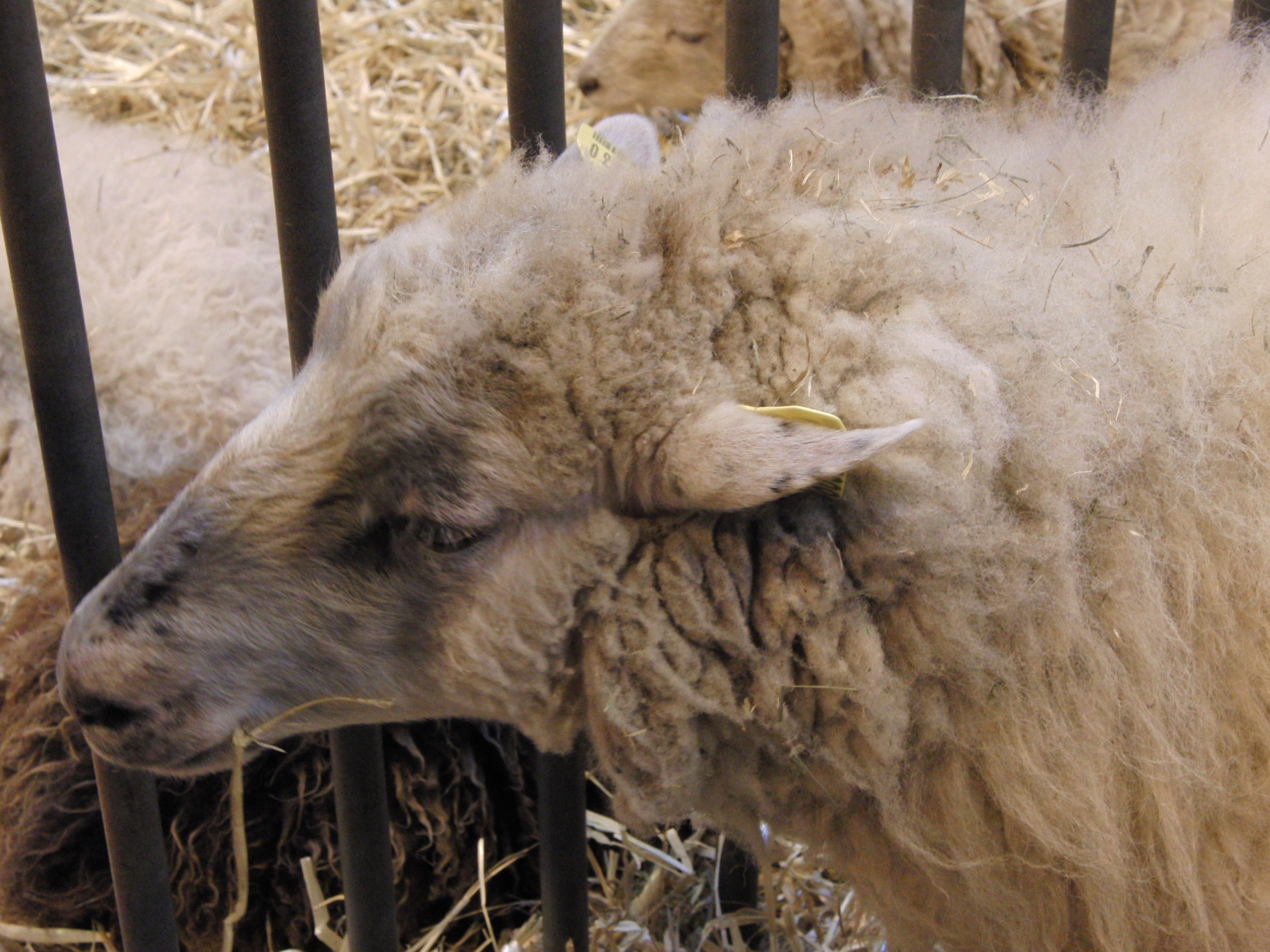
Mouton des Landes de Bretagne
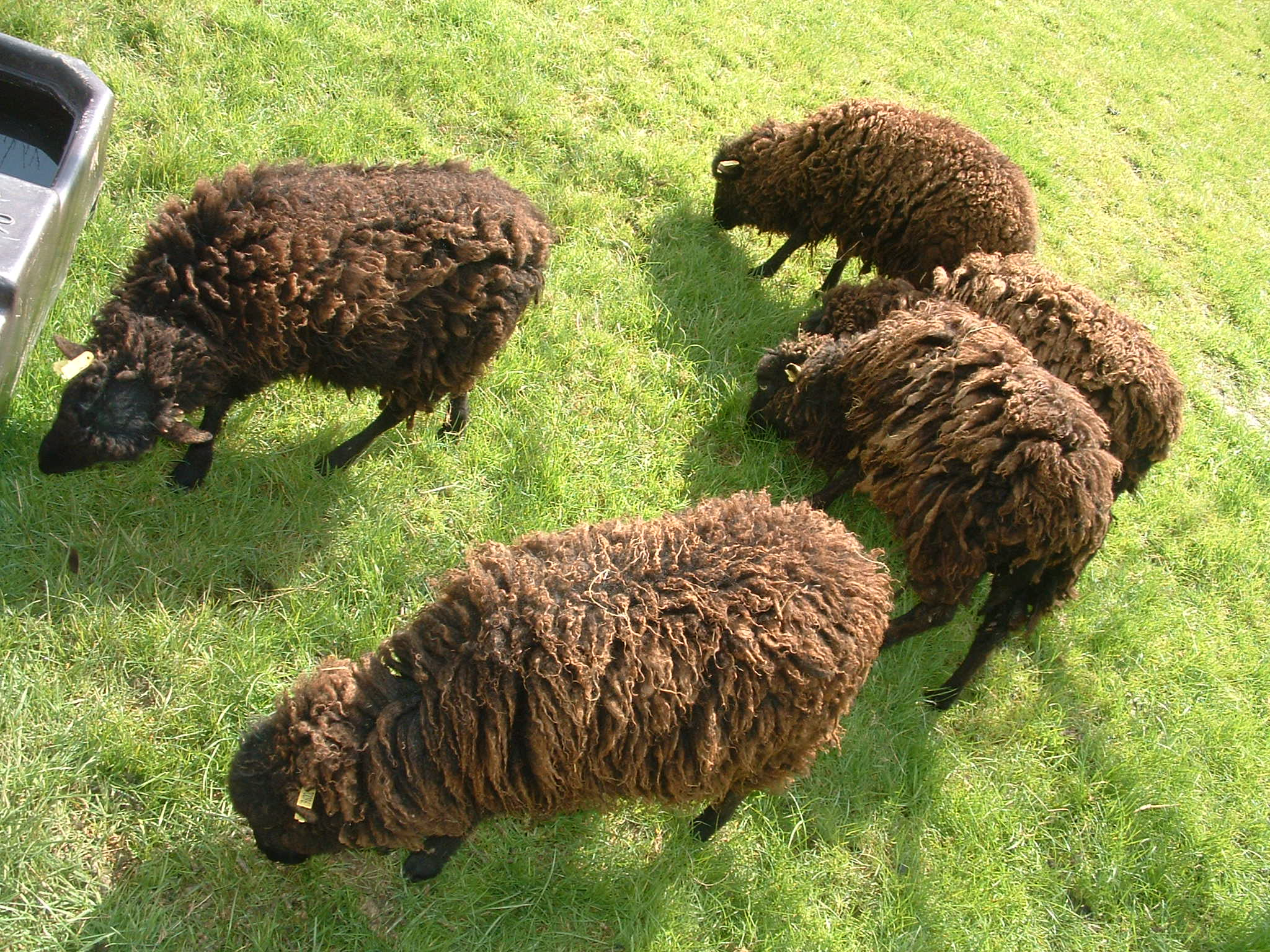
Mouton d'Ouessant
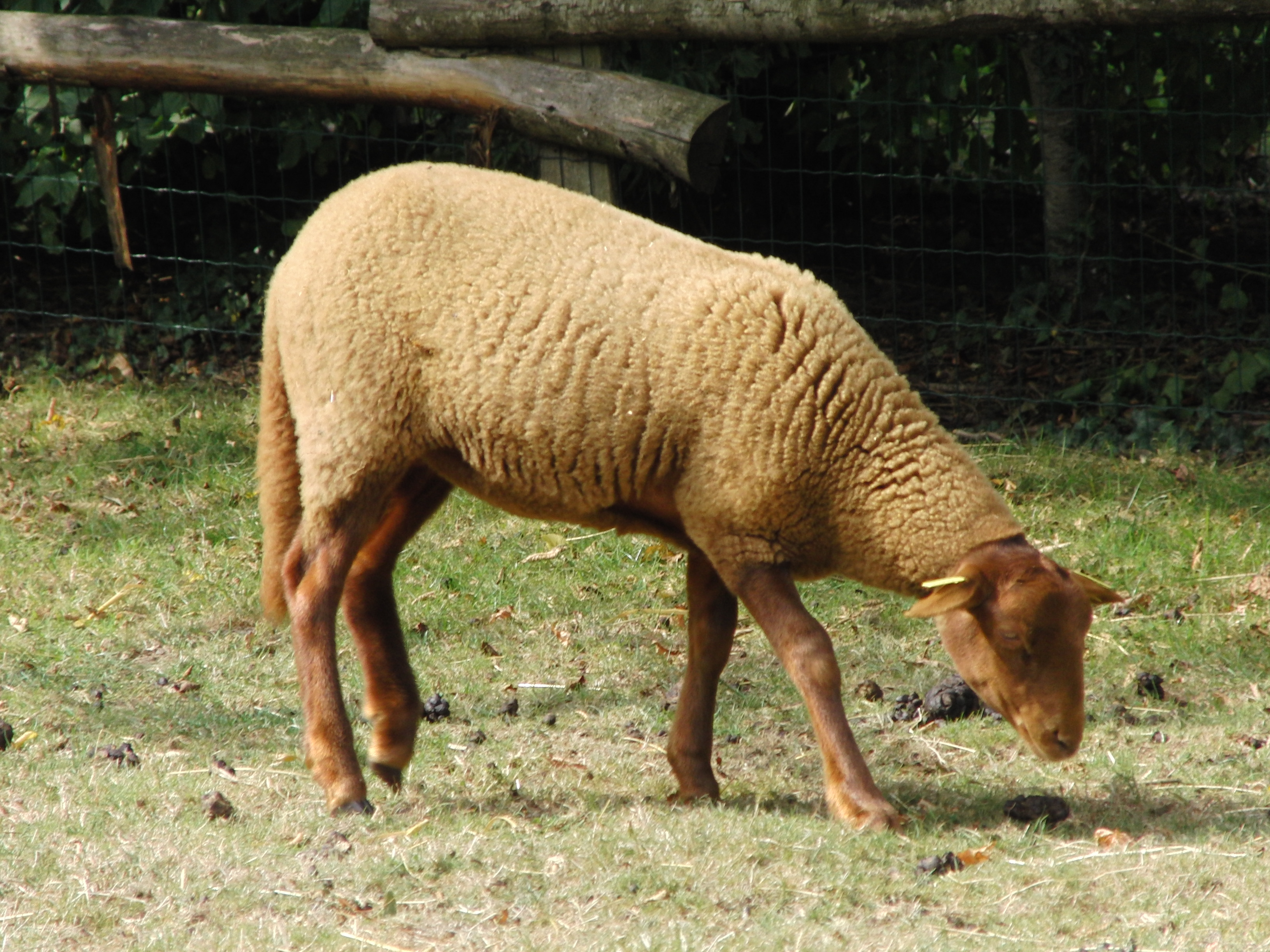
Solognot
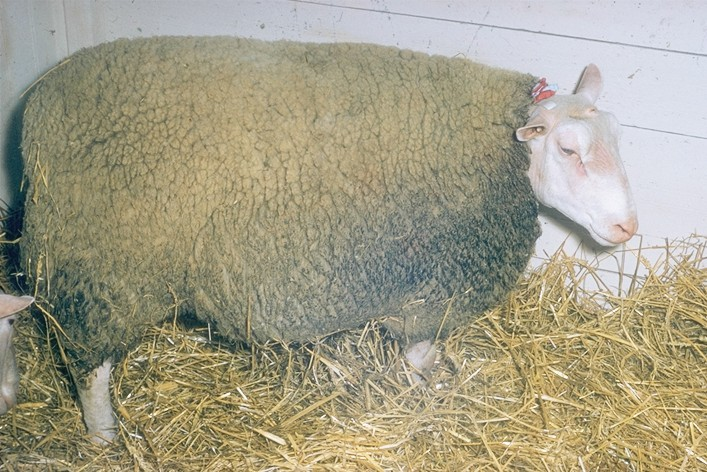
Berrichon du Cher : origine composite (Mérinos et Dishley), tête totalement dégagée de la toison, à la différence de l'Ile-de-France.
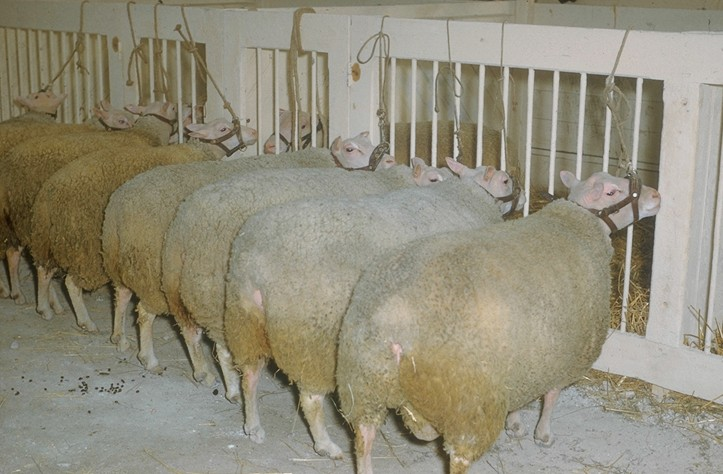
Charmoise

##### Races du Sud
La plupart des races ovines originaires du sud de la France semblent s'être conservées sans trop de changements dus au croisement, si l'on met de côté l'influence des Mérinos qui a influencé certaines d'entre elles.
La classification de Sanson est toujours celle qui apparaît la plus pertinente aujourd'hui même si depuis l'époque où Sanson l'a établie et fondée, des croisements ont pu s'opérer, souvent entre races voisines. Sur ces bases on peut distinguer :
- Le groupe des races ovines des Pyrénées et le groupe apparenté des races du sud du Massif central
- Le groupe des races du Plateau central et le groupe apparenté des races du sud-est dont les races alpines

##### Groupe Pyrénées
Sanson reconnaissait en particulier à l'ensemble ethnique qu'il appelait race des Pyrénées (ou encore Ovis aries iberica) les caractères suivants : une tête forte avec un profil  très convexe, des oreilles pendantes, une morphologie d'ensemble longiligne, avec un « corps mince, monté haut sur des membres forts ».
Il est indéniable qu'aujourd'hui encore les races énumérées ci-après présentent des caractères  spécifiques pérennes qui fondent toujours l'existence d'un groupe ovin pyrénéen :
- Manech à tête noire ou à tête rousse
- Landaise
- Basco-béarnaise
- Lourdaise
- Barégeoise
- Aure et Campan
- Tarasconnaise
- Castillonaise
- Montagne-noire

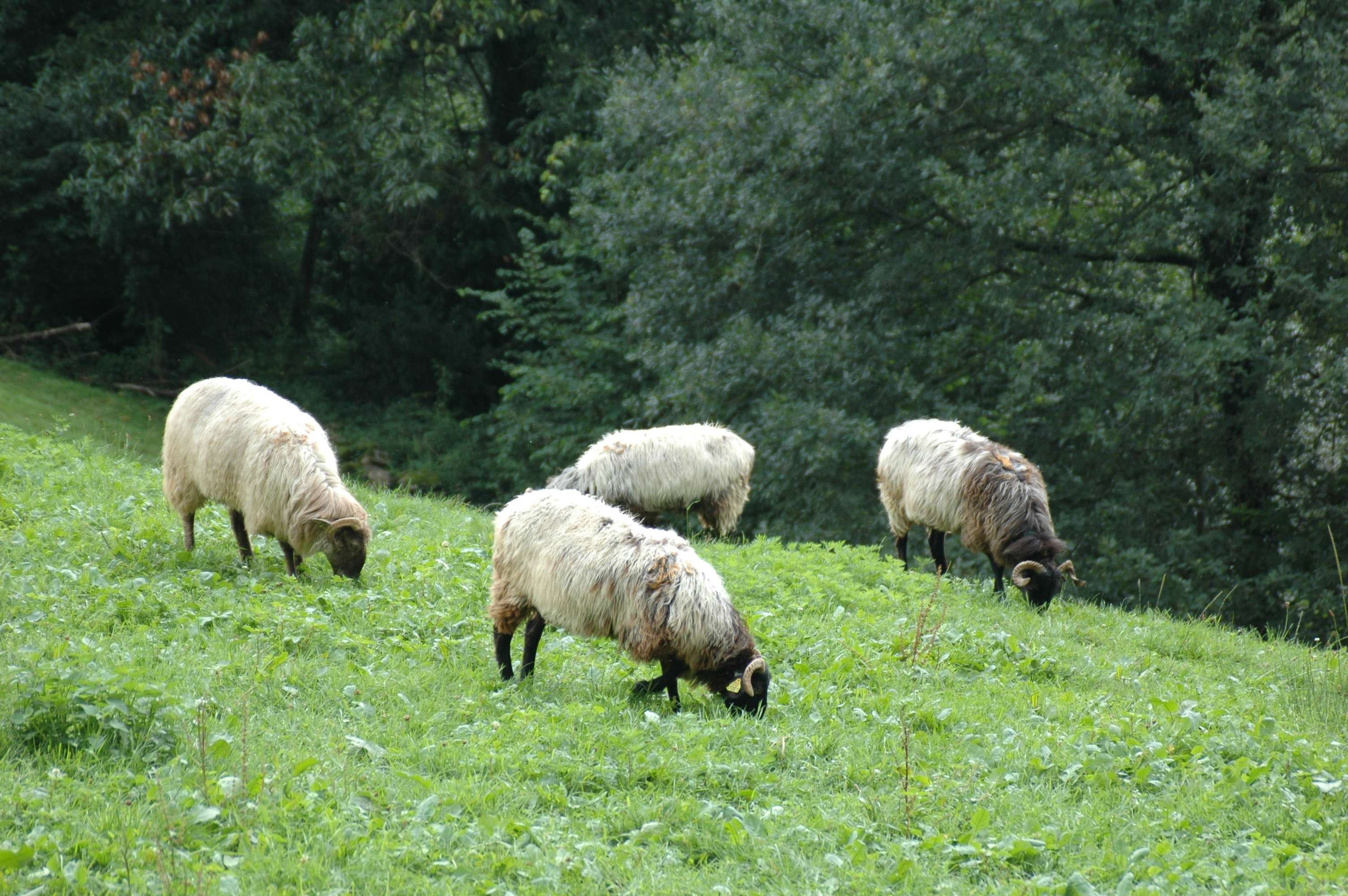
Manech à tête noire
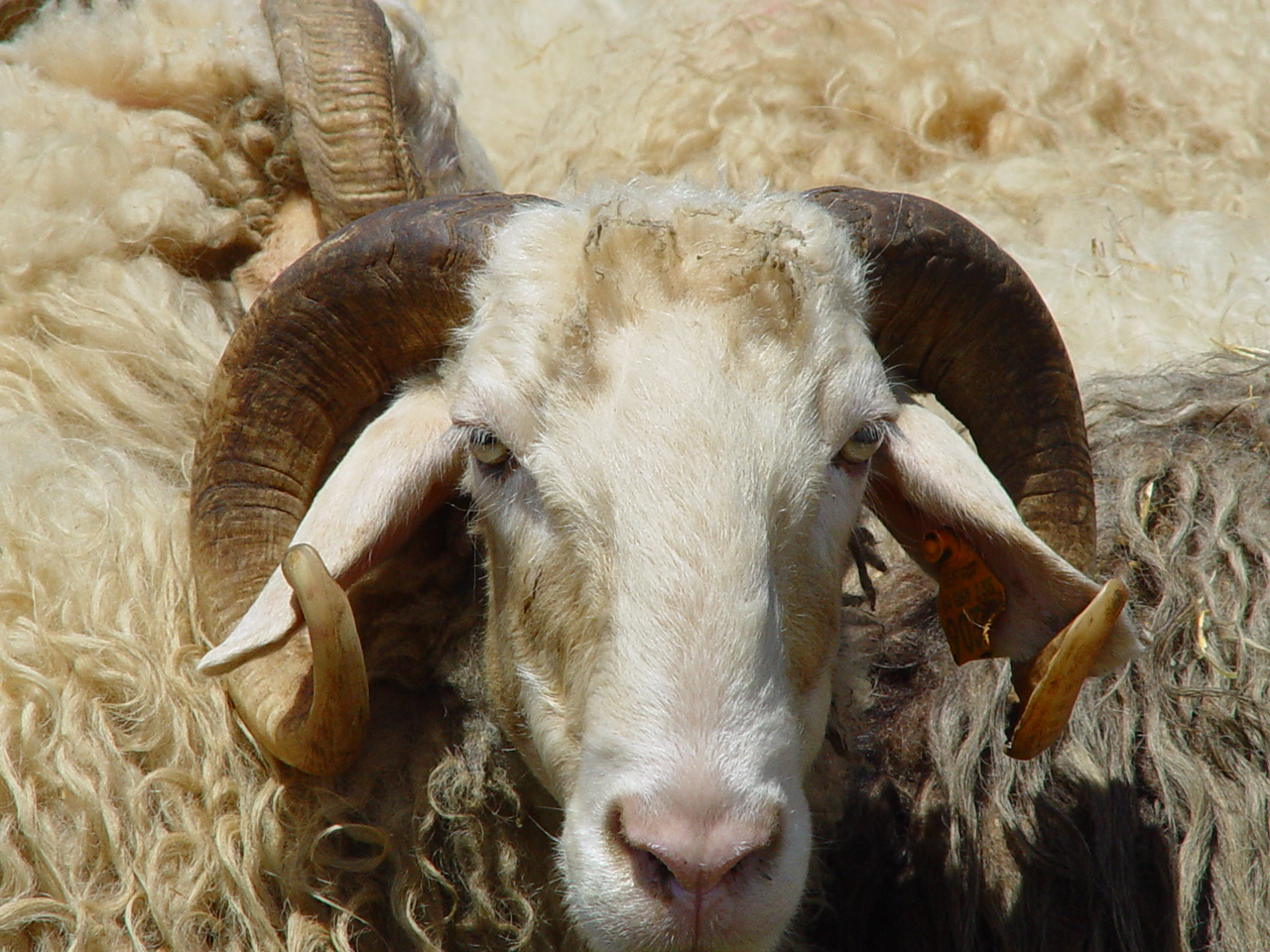
Basco-béarnaise
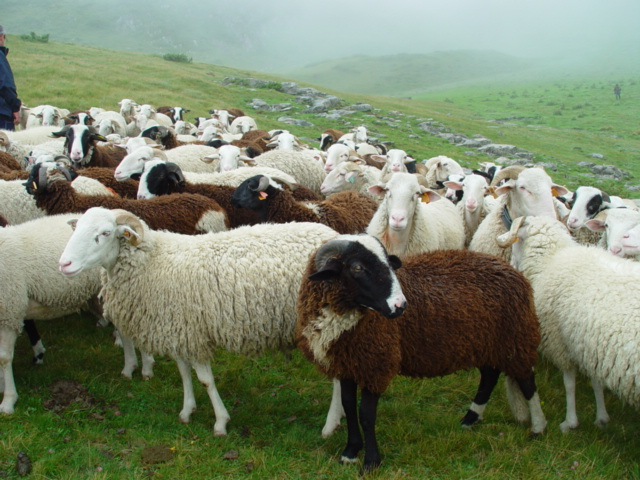
Barégeoise
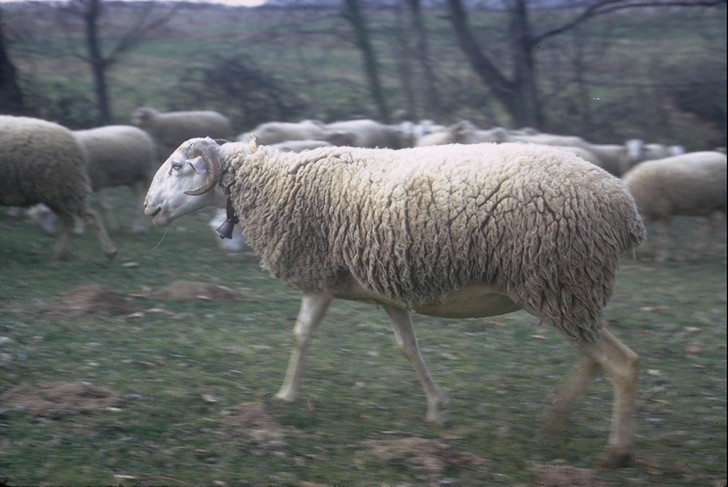
Lourdaise
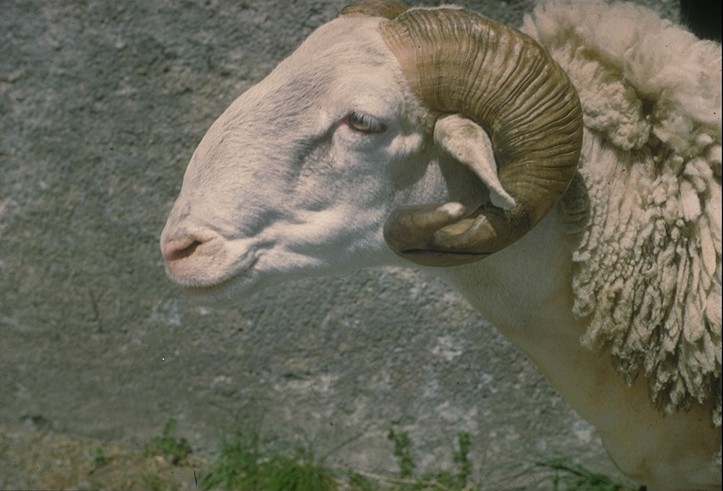
Tarasconnaise
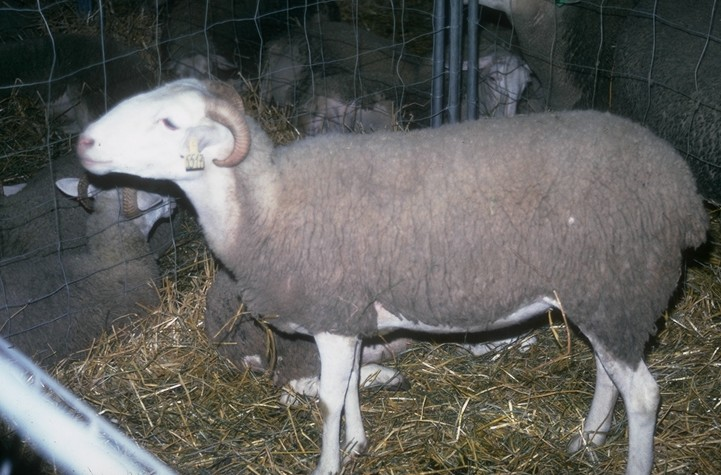
Tarasconnaise
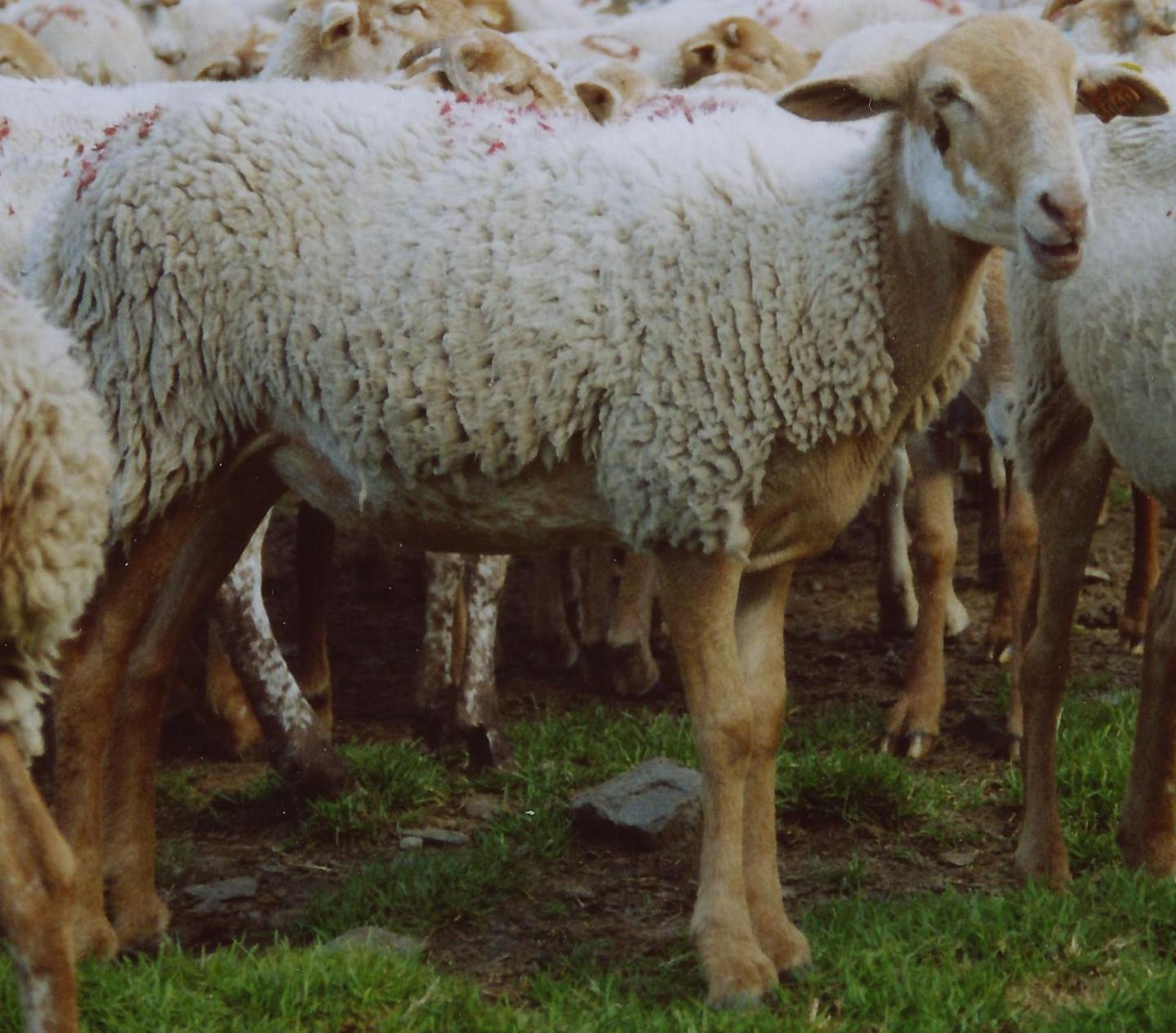
Castillonaise

Le cas des moutons caussenards ou moutons du sud du Massif central : il s'agit des races ovines dont l'élevage se situe principalement sur les zones calcaires appelées Causses. En se fondant sur les mêmes critères morphologiques Sanson inclut ces races dans la grand race pyrénéenne. Sur le plan d'aptitudes, on retiendra l'exploitation laitière commune à trois  races de cet ensemble (Lacaune, Manech, Basco Béarnaise) et autrefois aussi exploitée chez la Lourdaise.
La Lacaune comprend aujourd'hui deux variétés bien différenciées depuis une trentaine d'années : la Lacaune lait spécialisée pour la production laitière et la Lacaune viande, spécialisée pour la production de viande en système allaitant (non traite).
Le fait que les races ovines des Causses se distinguent des pyrénéennes par certains détails comme l'absence de cornes peut toutefois conduire à en faire un sous groupe à part au sein de cet ensemble. On y trouve donc :
- la Lacaune sous ses deux variantes :
  - la Lacaune lait
  - la Lacaune viande
- la Causses du Lot
- la Blanche du Massif central
- la Caussenarde des Garrigues
- la Raïole
- la Montagne noire

- Lacaune
- Causses du Lot
- Blanche du Massif central

##### Groupe du Plateau central
Sanson a constitué une grand'race du Plateau central sur une aire de peuplement constituée par le Limousin, l'Auvergne, l'Angoumois et la Marche. La description qu'il en donne est la suivante : un profil céphalique convexe, une taille souvent très petite (inférieure à 60 cm), un squelette fin, une conformation ramassée, une toison généralement grossière et semi envahissante.
Les races concernées sont :
- la Limousine
- la Rava,
- la Bizet ou race des Bizets
- la Noire du Velay

Ces races sont aujourd'hui désignées sous l'appellation de races ovines du Massif central nord. Sur le plan des aptitudes elles ont en commun une grande rusticité  et une très bonne fécondité.

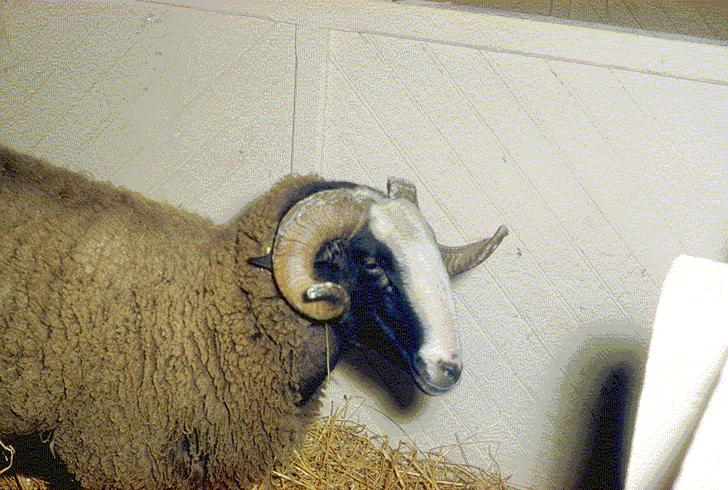
Bizet
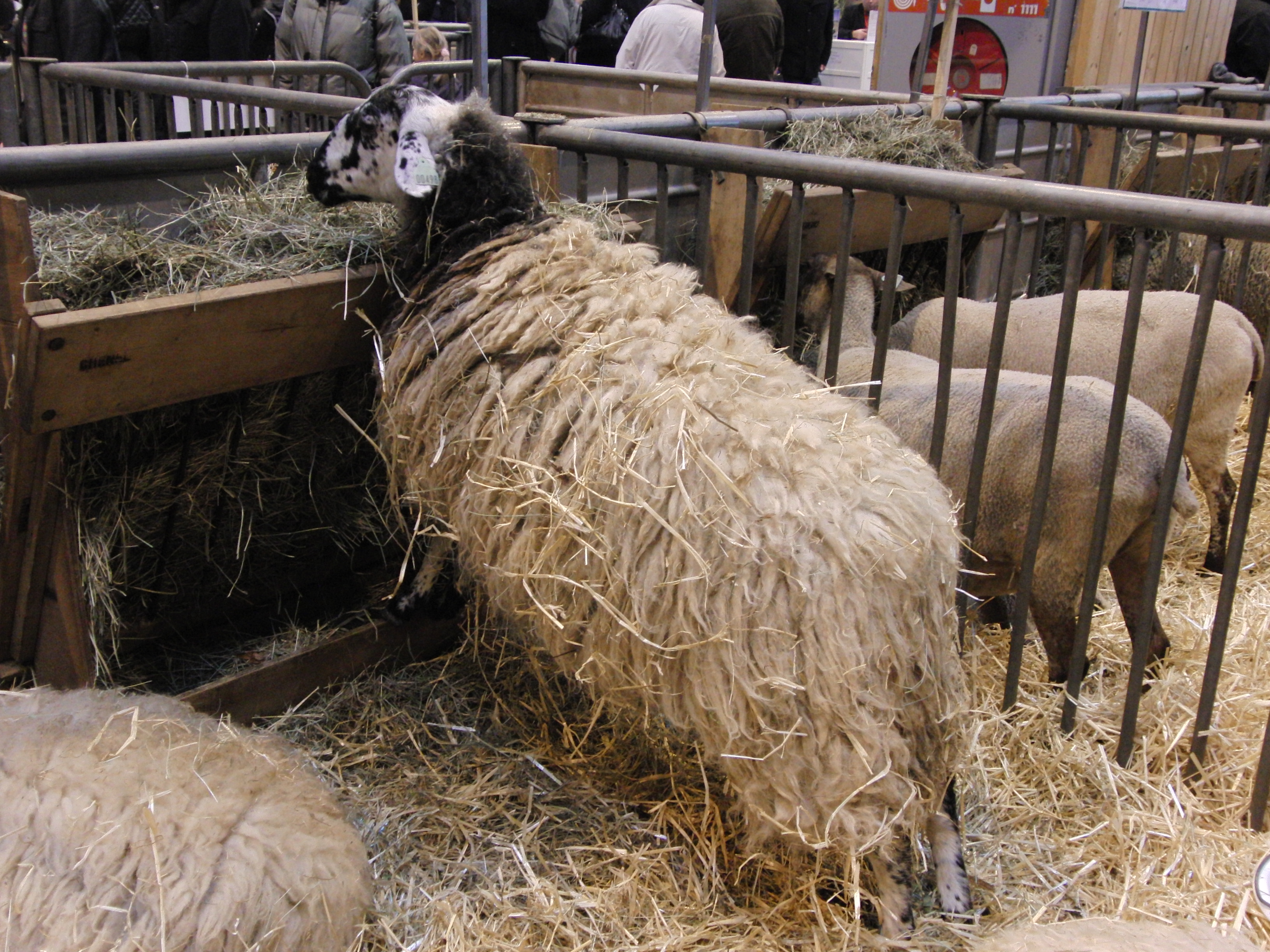
Rava
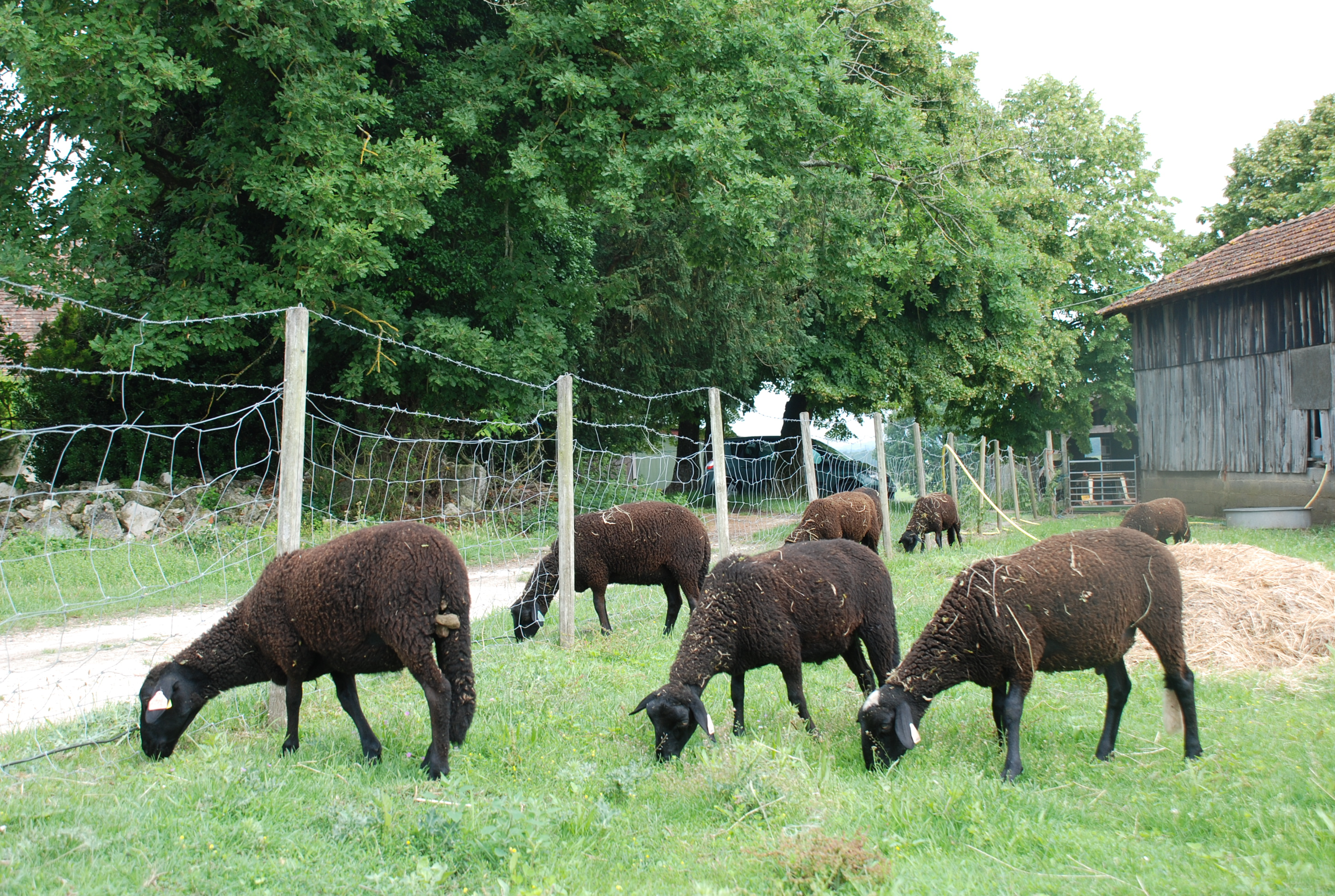
Noire du Velay

Le cas des races ovines des Alpes. Les opinions de différents auteurs sur l'origine de ces races sont assez contrastées. Quemener juge le plus satisfaisant de rattacher les ovins des Alpes au groupe du Plateau Central, nord et sud, tant du point de vue de la continuité géographique des populations que de celui des caractéristiques morphologiques des animaux. Figurent donc dans ce groupe, aux côtés des races du Massif Central  et des Causses :
- la race Préalpes du Sud
- la race Commune des Alpes
- la race Mourerous
- la race Grivette
- la race Thônes et Marthod

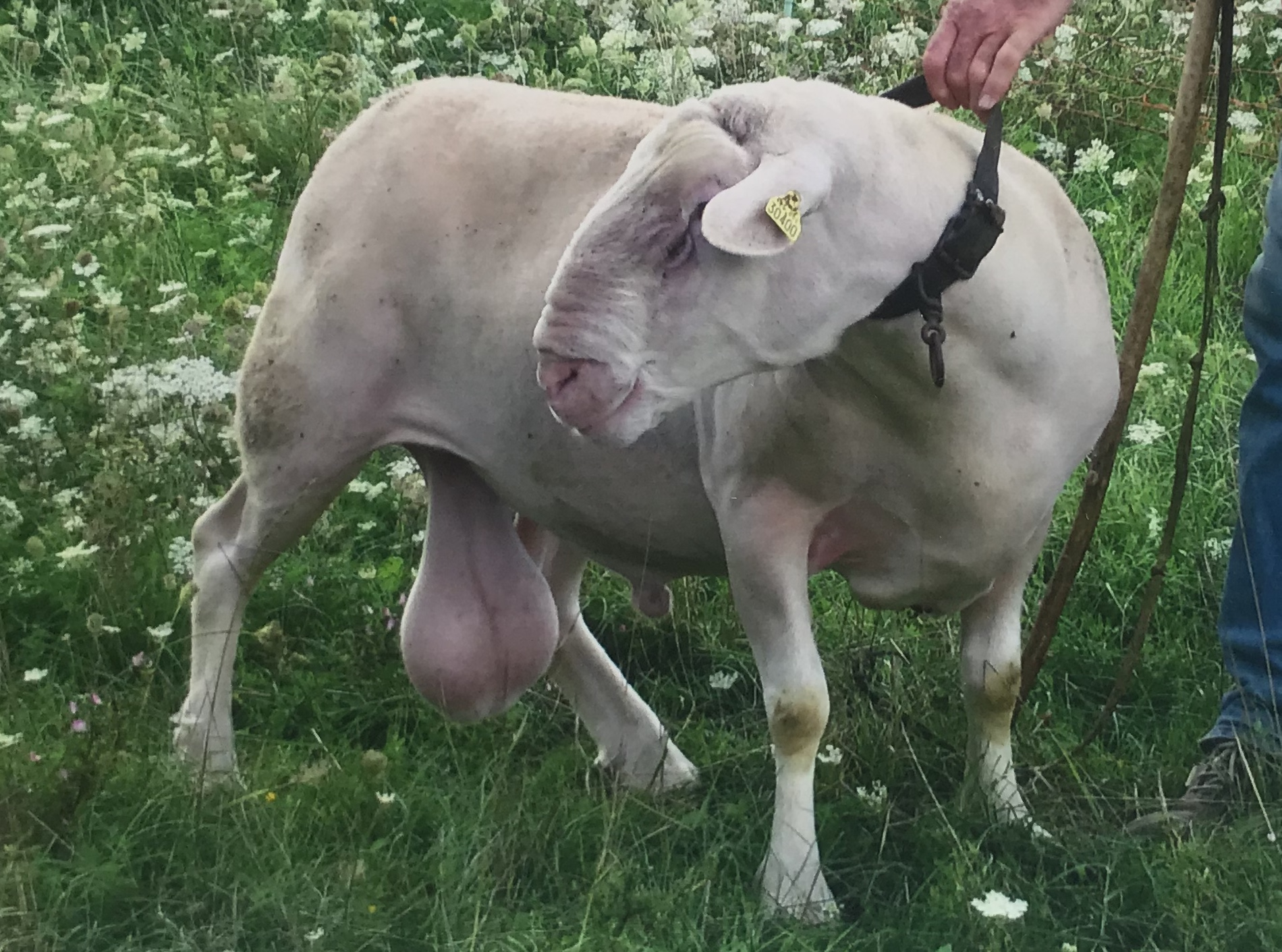
Préalpes du Sud
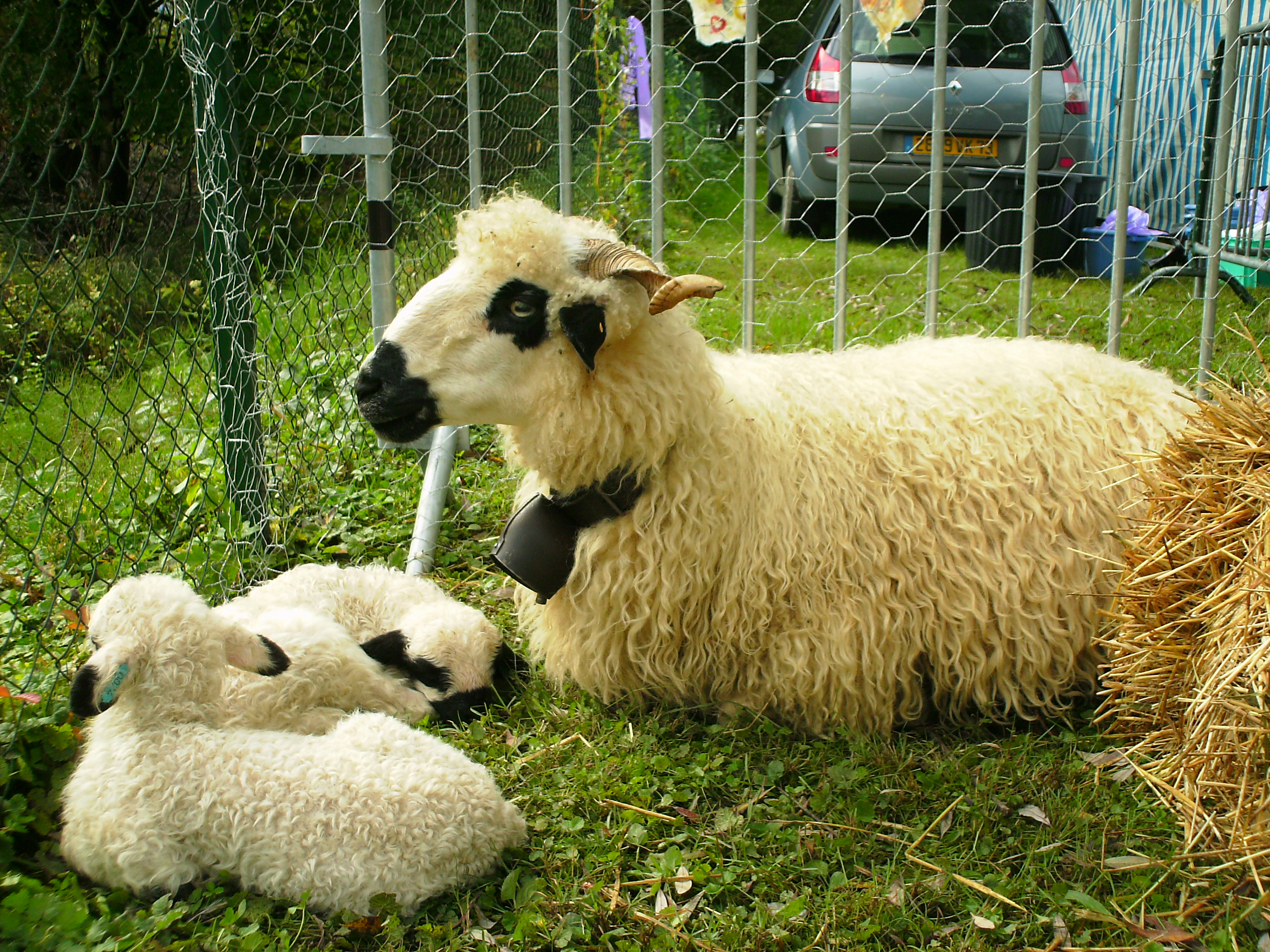
Thônes et Marthod
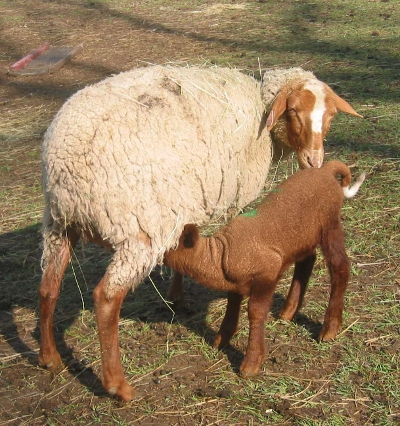
Mourerous

##### Races d'affiliation incertaine
- Le mouton Corse : Diffloth[33], qui a adopté la classification de Sanson, en fait une composante de la grand'race des Pyrénées. Les moutons corses évoquent en effet la race Manech du Pays basque (piètre conformation bouchère, toison grossière et jarreuse...).
- La race Brigasque pourrait aussi, selon Quemener[14], être incluse dans le groupe Pyrénéen du fait d'une ressemblance avec la Basco-Béarnaise, de même que
- Le mouton Rouge du Roussillon qui selon Lauvergne[18] semble issu d'un mouton local croisé avec des Mérinos et des moutons d'Afrique du Nord.

#### Classification des races ovines françaises en fonction des aptitudes
Le contrôle des performances qui complète le volet aptitudes est présenté dans un paragraphe distinct qui fait suite à celui consacré à la classification.
Du point de vue des aptitudes et de l'exploitation zootechnique les races ovines françaises se subdivisent en deux groupes principaux :
- Les races ovines allaitantes
- Les races ovines laitières

On distingue à part deux autres groupes :
- Les races ovines prolifiques
- Les races ovines lainières

##### Races ovines allaitantes ou races ovines à viande
Ce sont toutes les races autres que celles dont les brebis sont soumises à la traite. Les brebis de ces races sont entretenues dans des élevages orientés vers la production d'agneaux de boucherie, engraissés sur place par allaitement naturel, en bergerie et à l'herbage. La reproduction fait surtout appel à la monte naturelle, 4,4 % seulement des brebis ont été inséminées en 2007 surtout dans les élevages de sélection, 21 races ayant un schéma de sélection.
Cet ensemble de races est aussi appelé races à viande ou races bouchères. Traditionnellement on le subdivise en deux sous-groupes : les races ovines à viande améliorées et les races ovines à viande rustiques.

###### Races ovines à viande améliorées
Ce sont toutes les races créées au cours du XIXe siècle (croisements de races locales avec des races étrangères, anglaises essentiellement) ou importées. Elles ont une bonne conformation bouchère. Leur berceau d'élevage se situe dans la moitié nord de la France.
Traditionnellement on y distingue deux groupes de races en fonction du système d'élevage et de production dominant autant qu'en fonction des aptitudes : les races ovines à viande d'herbage ou d'agneaux de plein air d'une part, les races ovines à viande précoces ou d'agneaux précoces en bergerie d'autre part.
- Les races ovines à viande d'herbage : ce sont toutes celles dont la conduite dominante est fondée sur la productions d'agneaux élevés et finis en système herbager. On y trouve en particulier les races du rameau flamand, dont les races du littoral de la Manche ainsi que certaines races du rameau des Downs

- Avranchin
- Bleu du Maine
- Charmoise
- Clun Forest
- Cotentin
- Mouton Charollais
- Mouton Vendéen
- Rouge de l'Ouest
- Roussin de la Hague
- Southdown
- Suffolk
- Texel ou Texelaar

- Les races ovines à viande précoces ou races d'agneaux de bergerie : le terme précoce fait essentiellement référence aux productions d'agneaux précoces, allaités et engraissés en bergerie, qui sont une vocation particulière de ces races. Il s'agit de races d'excellente conformation bouchère :
- Île-de-France
- Berrichon du Cher
- Dorset ou Dorset Down
- Hampshire
- Charmoise
- Mouton Charollais

Dans la pratique ces races peuvent aussi être exploitées en système plein air pour la production d'agneaux à l'herbe.

###### Races ovines à viande rustiques
Ce sont toutes les races restées assez proches des types ethniques existant au XIXe siècle et ayant peu ou pas subi de croisements avec des races anglaises améliorées. Leur berceau d'élevage  se situe aujourd'hui principalement dans la moitié sud de la France, en zones classées administrativement "zones de montagne" ou "zones de piémont" ou encore avec "handicap naturel" mais certaines sont présentes dans le nord du pays.
Races rustiques des Pyrénées
- Aure et Campan
- Barégeoise
- Landaise
- Lourdaise,
- Rouge du Roussillon
- Tarasconnaise

Races rustiques du Plateau Central
- Berrichon de l'Indre
- Bizet
- Blanche du Massif central
- Caussenarde des Garrigues
- Causse du Lot
- Lacaune viande
- Limousine
- Montagne noire
- Raïole
- Rava

Races rustiques des Alpes et du Sud-Est
- Brigasque
- Grivette
- Mourerous
- Préalpes du Sud
- Thônes et Marthod

Autres races rustiques 
- Belle-Île
- Boulonnaise
- INRA 401 ou Romane,
- Landes de Bretagne
- Martinik
- Mouton d'Ouessant
- Scottish Blackface (race non reconnue par l'arrêté)
- Solognote

##### Races ovines laitières
Les brebis de ces races entretenues dans des exploitations laitières sont soumises à la traite, le lait est destiné à la production fromagère, principalement pour la production de fromages à AOC. La reproduction fait une place importante à l'insémination artificielle : 42 % de brebis ont été inséminées en 2007, les 5 races laitières ayant chacune un schéma de sélection. Les agneaux non conservées pour le renouvellement concourent à la production d'agneaux de boucherie, le plus souvent dans des élevages spécialisés où ils sont soumis à un allaitement artificiel. Cinq races laitières sont officiellement recensées comme telles en France avec des troupeaux soumis au contrôle laitier :
- La Manech tête noire
- La Manech tête rousse
- La Basco-béarnaise
- La Lacaune lait
- La Corse

##### Races ovines prolifiques
- Finnoise
- Romanov
- INRA 401

##### Races ovines lainières
Autrefois on parlait de races ovines lainières pour désigner des races dont la production de laine était la vocation principale. Il s'agissait principalement des races Mérinos ou de type Mérinos. Cette distinction a perdu de son importance en France, alors qu'elle est essentielle dans des pays à tradition et à vocation lainières (Australie, Nouvelle-Zélande).
On y regroupe :
- d'une part deux races majeures d'importance régionale qui peuvent aussi être rattachées aux races à viande rustiques :
- L'Est à laine Mérinos
- Le Mérinos d'Arles

d'autre part  deux races à faible ou très faible effectif :
- Le Mérinos de Rambouillet
- Le Mérinos Précoce

## Sélection des races ovines
La race, en tant que collectif animal intégré dans une organisation d'élevage, est le cadre ou berceau de la sélection, en zootechnie. La sélection des géniteurs se fait donc intra race. Cette sélection est effectuée sur l'ensemble des animaux qui constituent une fraction de la race appelée la base de sélection. Par définition, les animaux de la base de sélection satisfont aux trois conditions suivantes :
- l'identification pérenne
- le contrôle des filiations (par enregistrement dès la naissance)
- le contrôle des performances et leur enregistrement

Comme en élevage bovin, la sélection est réalisée par application d'un programme d'actions appelé schéma de sélection lequel est propre à la race considérée.

### Contrôle des performances des races ovines
Les résultats du contrôle des performances auquel sont soumis les élevages sélectionneurs de chacune des races ovines, via les services de l'Institut de l'Élevage, donnent une vision d'ensemble des  races et de l'effort de sélection. Les effectifs de brebis contrôlées (base de sélection) constituent une fraction très minime à importante, selon le cas, de l'effectif total de chaque race, donc très variable d'une race à l'autre.

#### Contrôle des performances des races ovines allaitantes[37],[38]

##### Résultats du contrôle des performances en système ovin allaitant
Les principaux caractères contrôlés correspondent aux critères suivants :
- Prolificité : nombre d'agneaux nés par mise-bas
- PAT 30j en kg mâles doubles : Poids à âge type de 30 jours des mâles de naissances de doubles, ce critère permet d'évaluer la capacité d'allaitement maternel, c'est un indicateur des qualités maternelles, il peut être le seul caractère pondéral contrôlé dans le cas des races principalement sélectionnées sur leurs aptitudes maternelles.
- GMQ 30-70 en g/j mâles simples : Gain moyen quotidien en g/j, entre 30 et 70 jours d'âge, des agneaux mâles nés simples par opposition à ceux issus de naissance multiple, indicateur du potentiel de croissance pour la production d'agneaux de boucherie
- PAT 70j en kg mâles simples : Poids à âge type de 70 jours des mâles de naissances simples

Ces résultats qui rendent compte du potentiel génétique doivent être interprétés en fonction des conditions moyennes d'élevage des troupeaux contrôlés au sein de chaque race.
- L'aptitude bouchère de chaque race dépend aussi de la conformation des carcasses, celle-ci n'est pas évaluée dans le contrôle performances mais est corrélée avec l'évaluation morphologique des reproducteurs appréciée par le pointage.

| Race                      | Nombre de brebis contrôlées | Rang | Prolificité des adultes | PAT 30j en kg mâles doubles | GMQ 30-70 en g/j mâles simples | PAT 70j en kg mâles simples |
| ------------------------- | --------------------------- | ---- | ----------------------- | --------------------------- | ------------------------------ | --------------------------- |
| Caussenarde du Lot        | 31 609                      | 1    | 1,559                   | 9,3                         |                                |                             |
| Blanche du Massif central | 26 244                      | 2    | 1,488                   | 10,5                        | 335                            | 25,4                        |
| Île-de-France             | 25 324                      | 3    | 1,731                   | 11,8                        | 360                            | 28,9                        |
| Romane ou INRA 401        | 17 017                      | 4    | 2,074                   | 10,6                        | 370                            | 28,3                        |
| Lacaune viande            | 16 990                      | 5    | 1,824                   | 11,1                        |                                |                             |
| Mérinos d'Arles           | 14 353                      | 6    | 1,176                   | 9,6                         | 263                            | 23,0                        |
| Mouton Charollais         | 10 750                      | 7    | 1,762                   | 12,4                        | 332                            | 28,0                        |
| Mouton Vendéen            | 9 155                       | 8    | 1,775                   | 10,8                        | 287                            | 23,9                        |
| Préalpes du Sud           | 9 040                       | 9    | 1,374                   | 10,7                        |                                |                             |
| Rava                      | 7 915                       | 10   | 1,480                   | 9,8                         |                                |                             |
| Texel                     | 7 528                       | 11   | 1,796                   | 13,3                        | 313                            | 28,3                        |
| Limousine                 | 7 168                       | 12   | 1,371                   | 9,4                         |                                |                             |
| Tarasconnaise             | 6 980                       | 13   | 1,217                   | 9,5                         |                                |                             |
| Noire du Velay            | 6 424                       | 14   | 1,580                   | 9,4                         | 242                            | 21,1                        |
| Rouge de l'Ouest          | 6 121                       | 15   | 1,858                   | 11,9                        | 305                            | 26,2                        |
| Grivette                  | 5 872                       | 16   | 1,958                   | 10,8                        |                                |                             |
| Suffolk                   | 3 804                       | 17   | 1,574                   | 12,3                        | 380                            | 29,9                        |
| Est à laine Mérinos       | 3 792                       | 18   | 1,546                   | 12,0                        |                                |                             |
| Mourerous                 | 3 757                       | 19   | 1,249                   |                             |                                |                             |
| Charmoise                 | 3 709                       | 20   | 1,109                   | 9,7                         | 291                            | 22,8                        |
| Bizet                     | 3 709                       | 21   | 1,451                   | 9,1                         |                                |                             |
| Berrichon du Cher         | 2 651                       | 22   | 1,573                   | 10,5                        | 343                            | 26,5                        |

Tableau à poursuivre

##### Répartition des élevages de sélection en nombre de brebis contrôlées par département
Races ovines à viande d'herbage

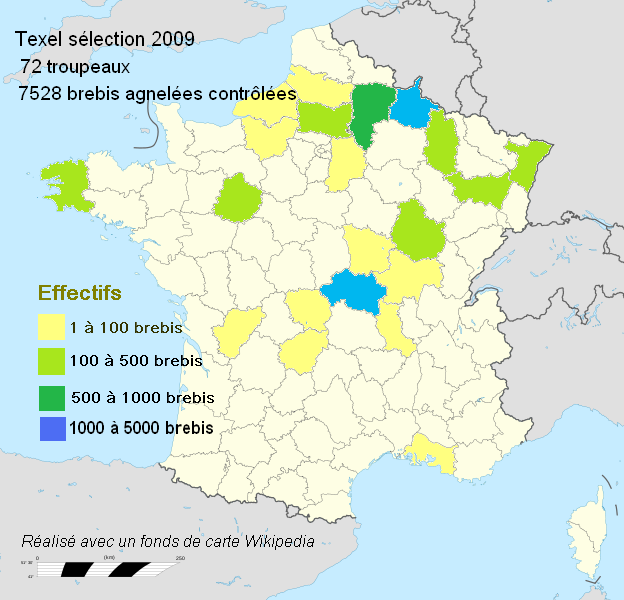
Texel (en 2009)
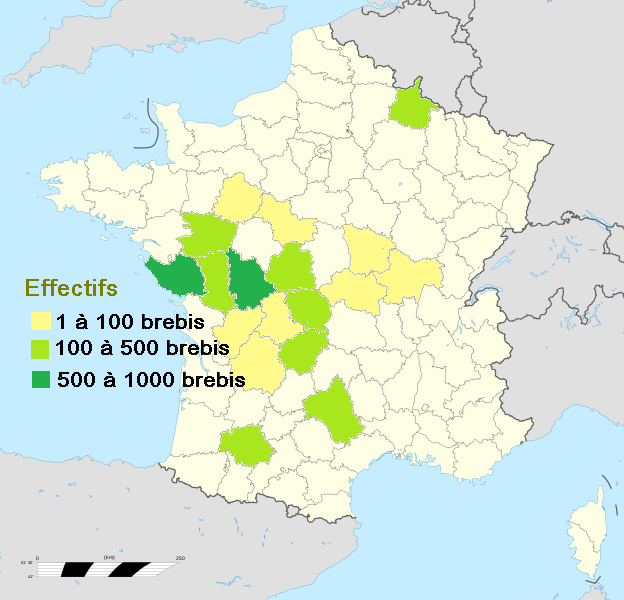
Charmoise (en 2009)
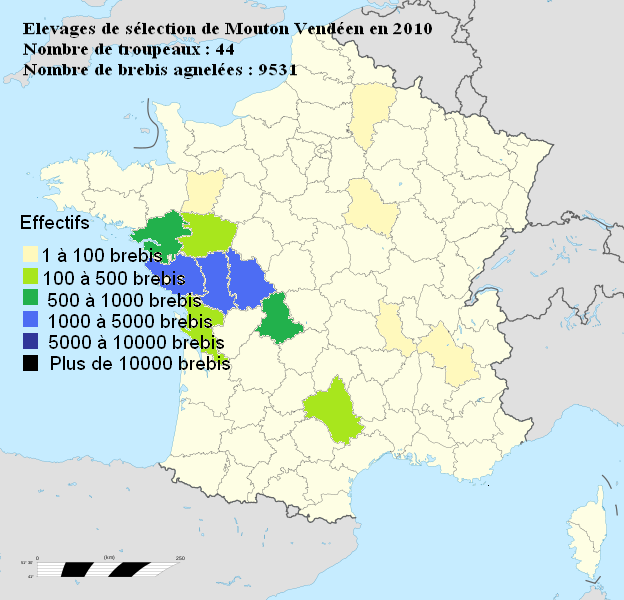
Mouton Vendéen (en 2010)
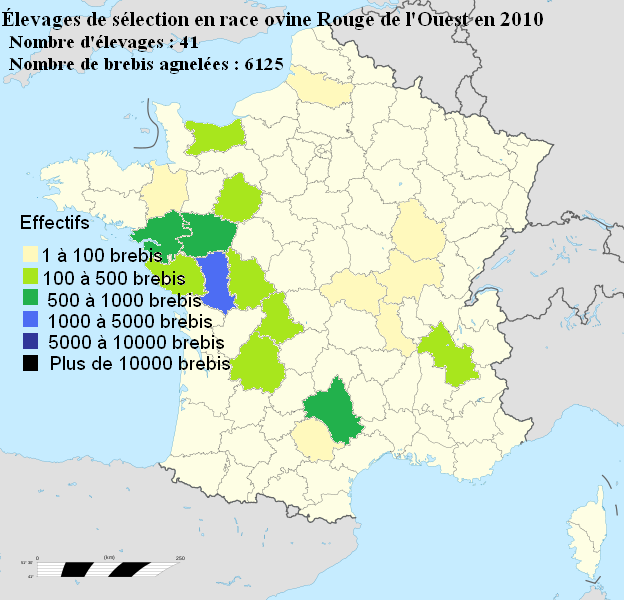
Rouge de l'Ouest (en 2010)

Races ovines à viande précoces ou de bergerie

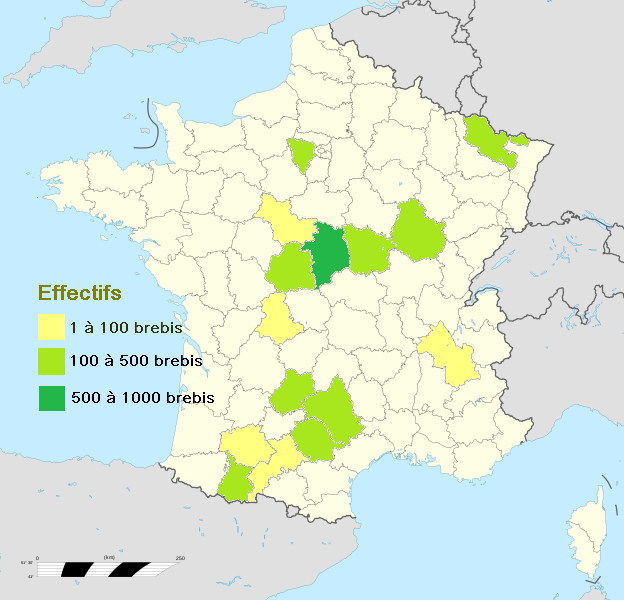
Berrichon du Cher(en 2009)
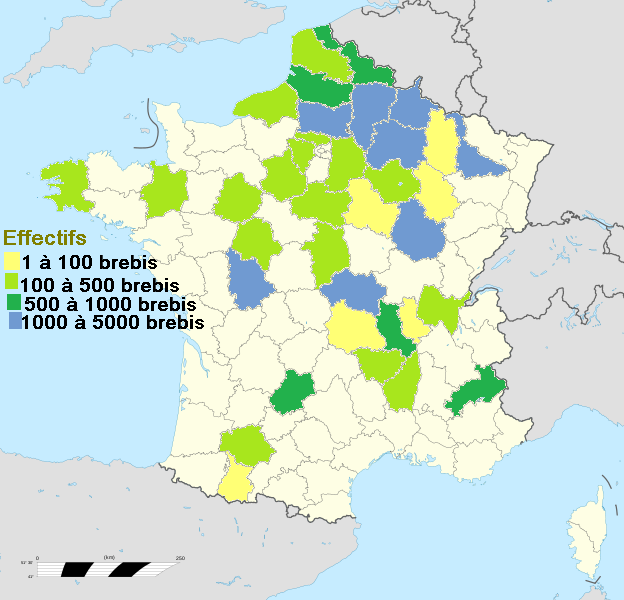
Ile-de-France(en 2009)
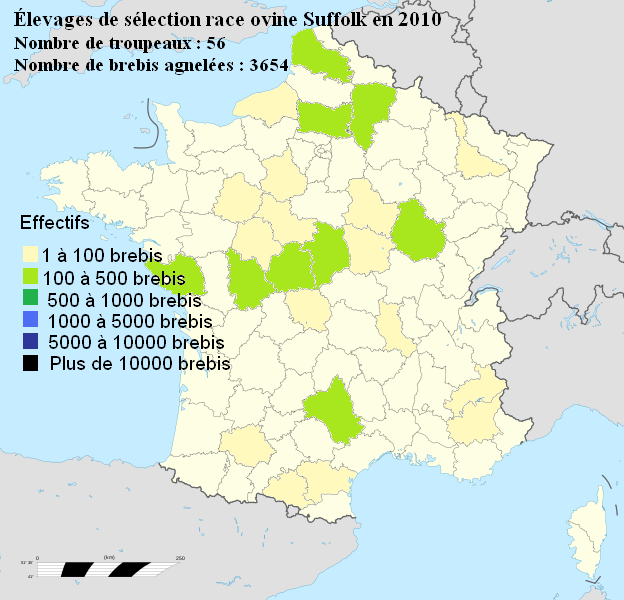
Suffolk (en 2010)
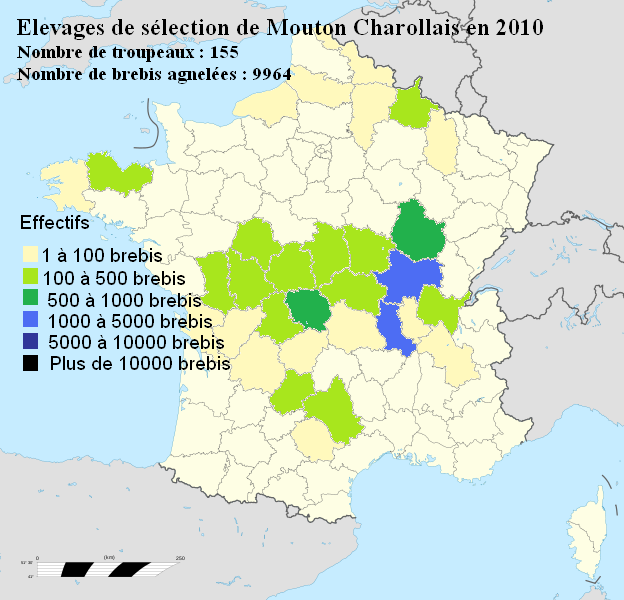
Mouton Charollais (en 2010)

Races ovines à viande rustiques du Plateau Central

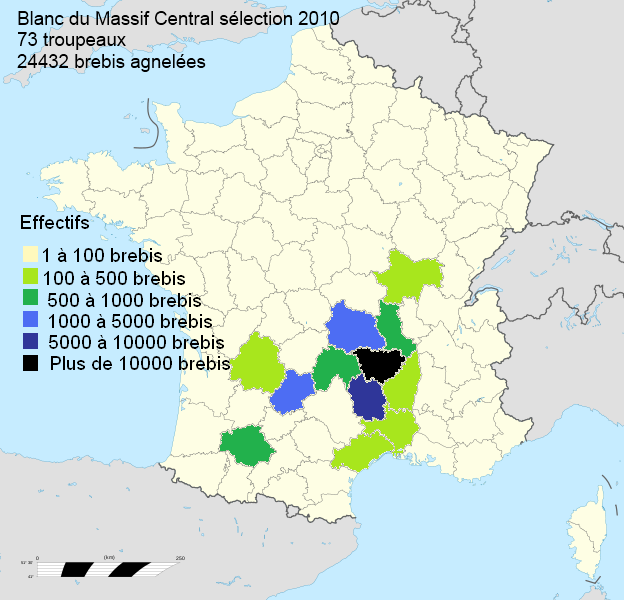
Blanche du Massif central (en 2010)
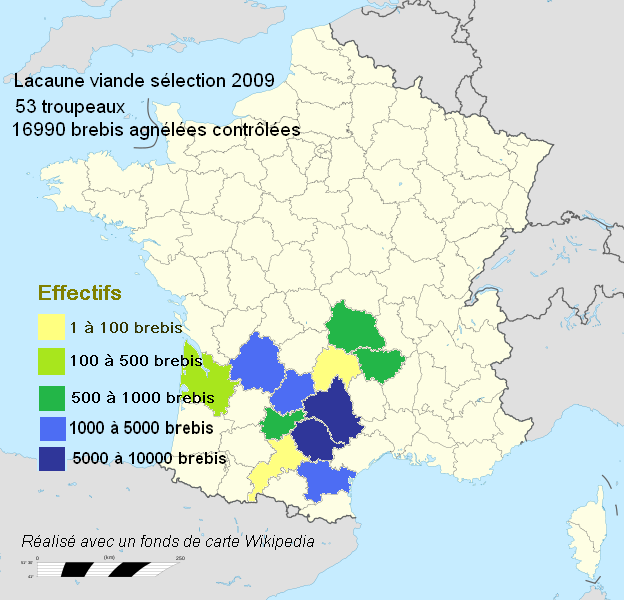
Lacaune viande(en 2009)
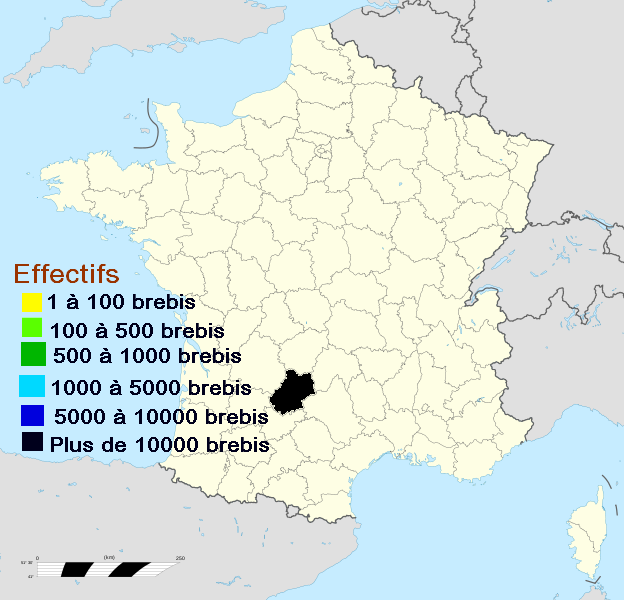
Causse du Lot (en 2009)
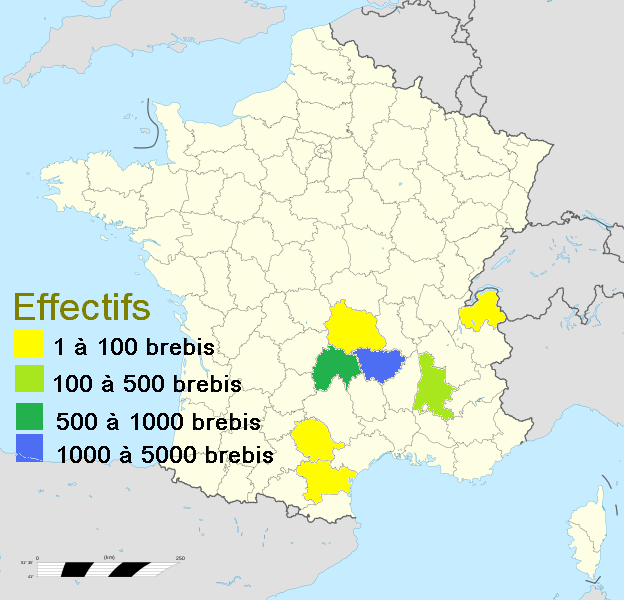
Bizet (en 2009)
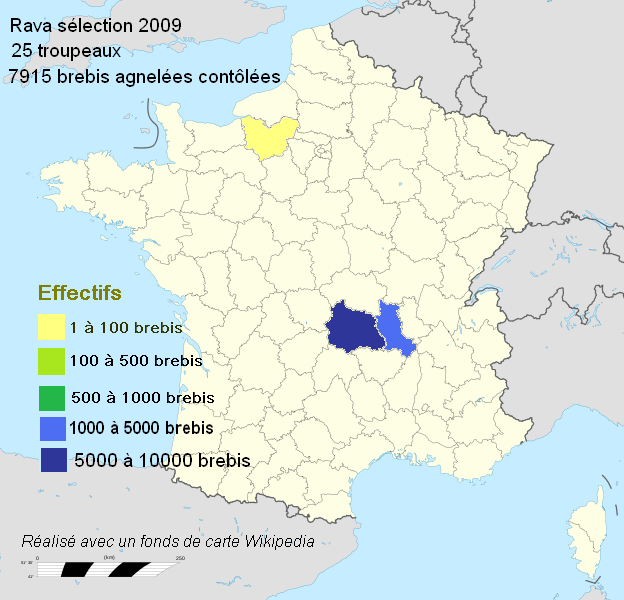
Rava (en 2009)
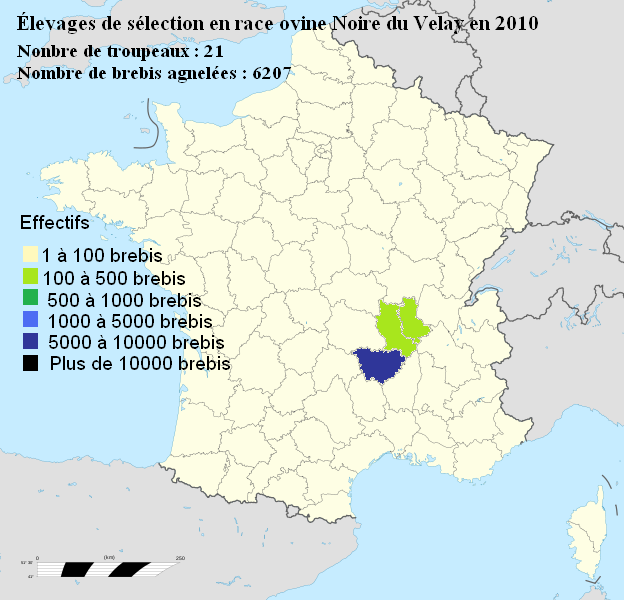
Noire du Velay (en 2010)

Races ovines à viande rustiques des Alpes et du Sud-Est

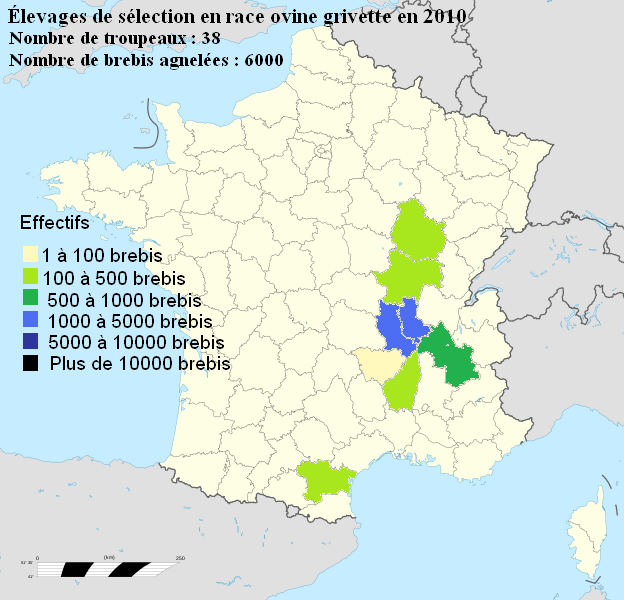
Grivette (en 2010)
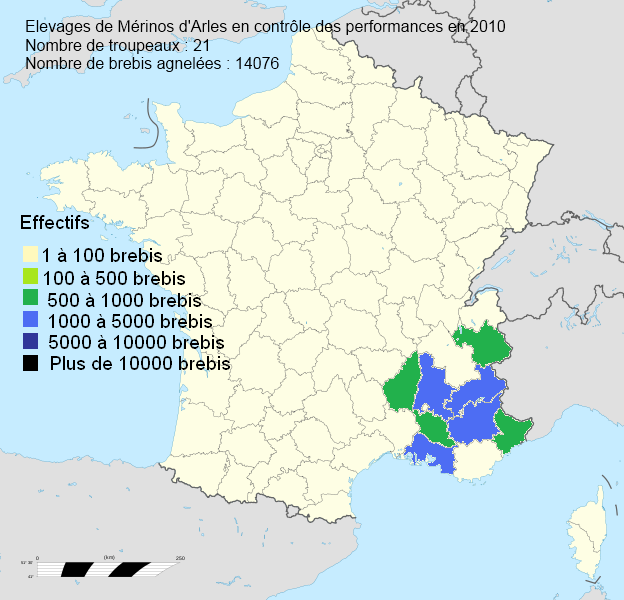
Merinos d'Arles (en 2010)
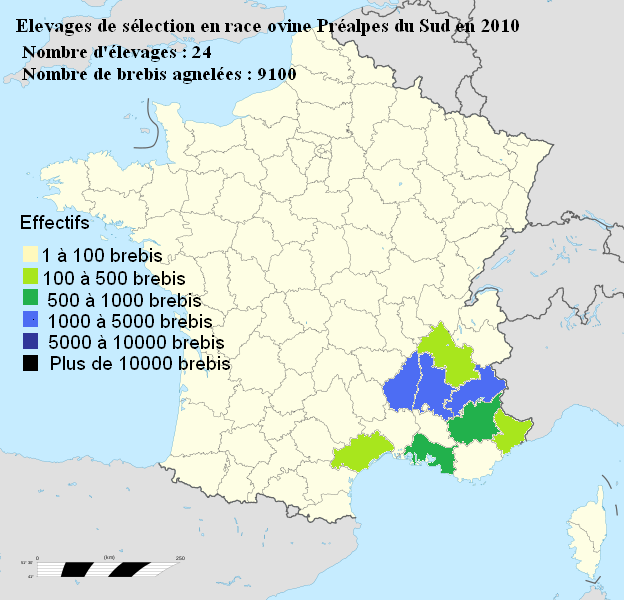
Préalpes du Sud (en 2010)
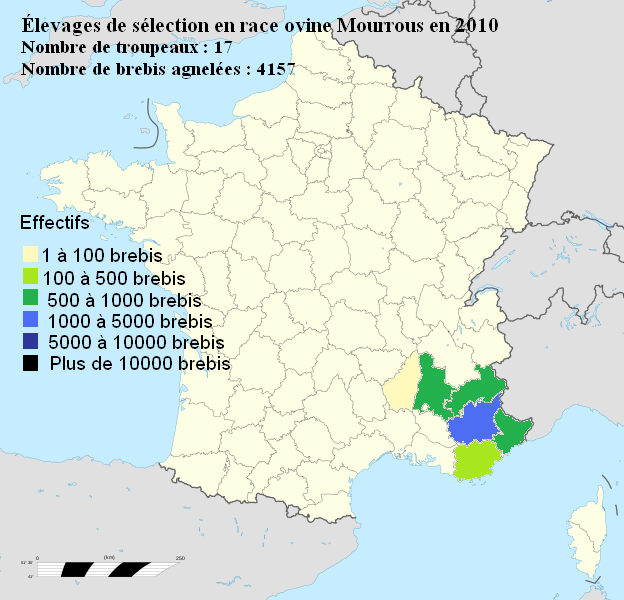
Mourerous  (en 2010)

Races ovines à viande rustiques des Pyrénées

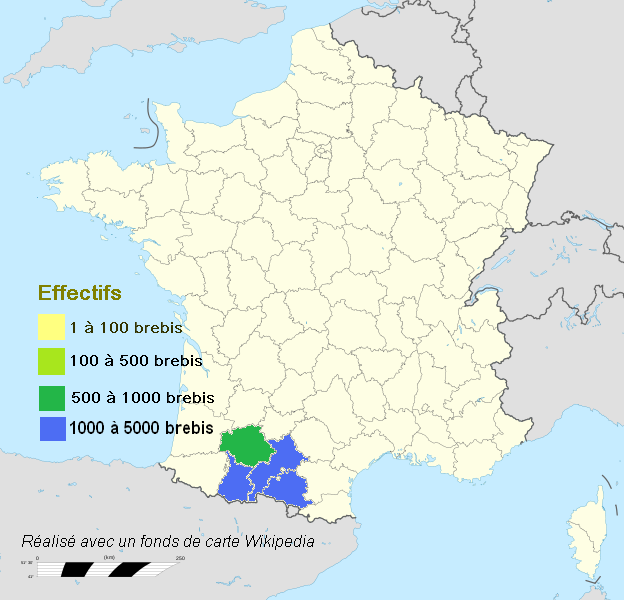
Tarasconnaise (en 2009)

Races ovines à viande rustiques  autres

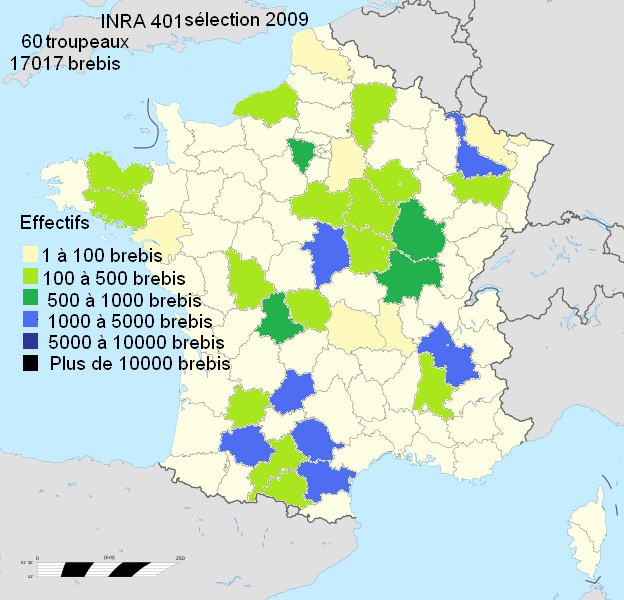
INRA 401 (en 2009)
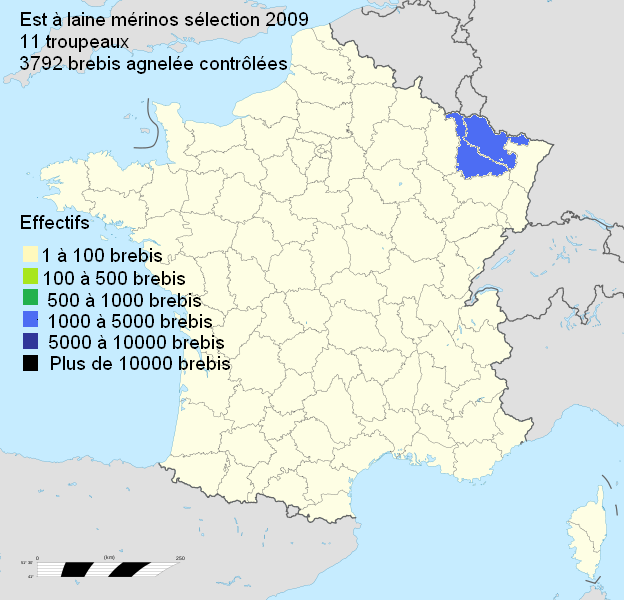
Est à laine Mérinos (en 2009)

#### Contrôle des performances en races ovines laitières
La sélection des races ovines laitières, races locales, est réalisée dans leur terroir respectif d'élevage correspondant à trois bassins de production (Rayon de Roquefort, Pyrénées-Atlantiques, Corse). Selon Astruc et al ce principe valide la démarche AOC de chaque bassin qui impose la race locale comme matériel génétique pour la production des fromages de Roquefort (race Lacaune), Ossau-Iraty (races Basco-béarnaise et Manech) et Brucciu (race corse).

##### Importance du contrôle laitier ovin en France (données de 2005)[39]
| Region               | Effectif total de brebis traites | Effectif Contrôle laitier officiel (CLO) | Effectif Contrôle laitier officiel (CLO) | Effectif Contrôle laitier simplifié (CLS) | Effectif Contrôle laitier simplifié (CLS) | % brebis en CL |
| Region               | Effectif total de brebis traites | Eleveurs                                 | Brebis                                   | Eleveurs                                  | Brebis                                    | % brebis en CL |
| -------------------- | -------------------------------- | ---------------------------------------- | ---------------------------------------- | ----------------------------------------- | ----------------------------------------- | -------------- |
| Rayon de Roquefort   | 850 000                          | 398                                      | 176 938                                  | 1 482                                     | 584 507                                   | 90 %           |
| Pyrénées Atlantiques | 480 000                          | 357                                      | 108 836                                  | 156                                       | 39 653                                    | 31 %           |
| Corse                | 97 500                           | 73                                       | 20 408                                   |                                           |                                           | 21 %           |

##### Performances laitières
Seules sont publiées, dans les résultats du contrôle laitier ovin, les quantités de lait produites par lactation. Pour des raisons inexpliquées, les taux butyreux et protéique ne le sont pas, alors qu'ils le sont  pour les contrôles laitiers bovin et caprin.

###### Performances laitières en race Lacaune
Résultats 2005 du contrôle laitier officiel, les taux (TB, TP) n'ont pas été fournis
| Race Lacaune            | Effectif de brebis contrôlées | Lait produit (kg) | Durée de lactation (jours) |
| ----------------------- | ----------------------------- | ----------------- | -------------------------- |
| Primipares à 1 an       | 39 649                        | 231               | 145                        |
| Primipares à 2 ans et + | 1 822                         | 286               | 166                        |
| Multipares              | 115 704                       | 293               | 169                        |

###### Performances laitières en raceManechà tête rousse
Résultats 2005 du contrôle laitier officiel, les taux (TB, TP) n'ont pas été fournis.
| Race Manech à tête rousse | Effectif de brebis contrôlées | Lait produit (kg) | Durée de lactation (jours) |
| ------------------------- | ----------------------------- | ----------------- | -------------------------- |
| Primipares à 1 an         | 9 307                         | 130               | 119                        |
| Primipares à 2 ans et +   | 3 428                         | 184               | 160                        |
| Multipares                | 45 101                        | 175               | 156                        |

A poursuivre